# Pecchio

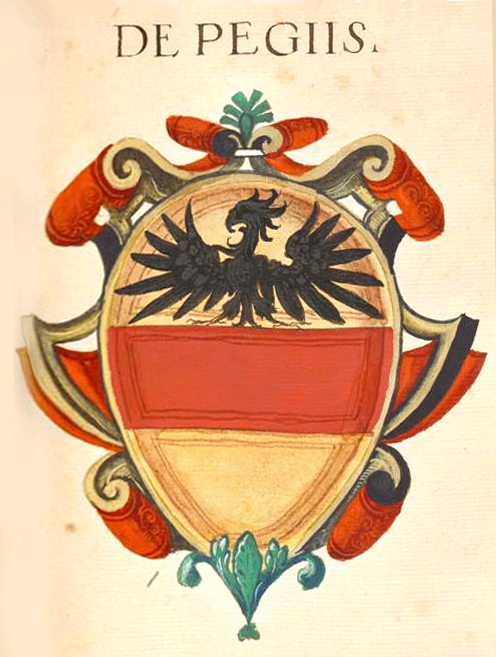
O brasão milanês com a grafia dominante até o século XV, no manuscrito Insignia urbium Italiae septentrionalis: Nobilium Mediolanensium, Bayerische Staastbibliotek. A águia negra é um acréscimo tardio, derivada do recebimento de privilégios imperiais.

Pecchio é uma antiga família nobre italiana, radicada em Milão, que surgiu nos registros no fim do século XII e ganhou grande proeminência entre os séculos XV e XVIII, assumindo as mais altas magistraturas cívicas e fazendo parte de um pequeno grupo de famílias que neste período monopolizou o poder. 
Foram patrícios hereditários de Milão e muitos membros da família tiveram os títulos não hereditários de cavaleiro papal e imperial, cavaleiro de Santo Estêvão, de Malta ou da Coroa Italiana, e conde palatino. Numerosos membros ocuparam relevantes cargos públicos, como notários, podestàs, juízes, conselheiros, deputados, senadores, embaixadores e castelãos, além de participarem múltiplas vezes da comissão administrativa da Catedral de Milão (o Capítulo da Fábrica), colaborando na sua construção, conservação e funcionamento. Diversos membros se destacaram pelas obras beneficentes ou por funções na Igreja e nas armas, e alguns ramos foram condes hereditários. O sobrenome da família foi grafado de muitas formas, como Pecchi, Pegiis, Pezzi e outras. Lançaram ramos em várias outras cidades italianas, bem como no Brasil.

## Visão geral

### Origens
Suas origens estão envoltas em lendas e incerteza. Um dos primeiros autores a se ocupar da família, Gaudenzio Merola, no século XVI, acreditava que descendiam de uma gens romana chamada Pectia. Eruditos do século XVII como Giovanni de Crescenzi e Salvador Vitale repetiram essa opinião, mas não há nenhuma documentação que a sustente, sendo um típico exemplo da exagerada louvação das famílias ilustres. Segundo Carlo Godi, é quase certo que sejam um ramo da família Pecci de Siena, mas não há evidências sólidas nesta direção. As duas famílias aparecem nos registros na mesma época, seus brasões não têm nada em comum, e os nomes próprios da família de Siena são todos latino-italianos, enquanto que na família de Milão muitos dos primeiros a aparecer têm nomes de origem germânica. O ramo de Vercelli reivindicava ser o mais antigo.

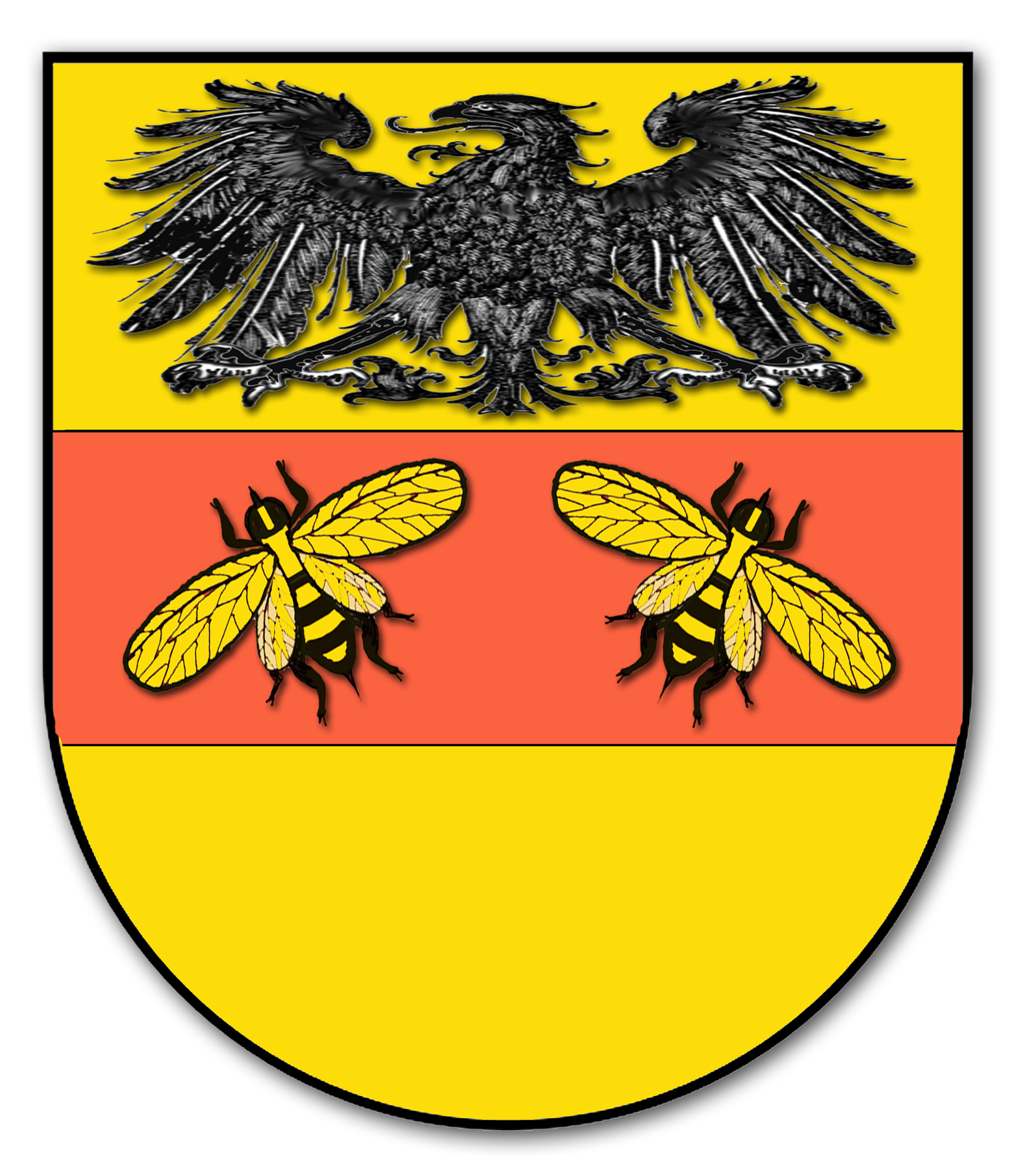
Variante do brasão. A partir desta variante a comuna de Cassina de' Pecchi tomou de empréstimo a faixa com as abelhas para o seu brasão.

A grafia do sobrenome sofreu muitas transformações, gerando uma grande quantidade de variantes: No anais do município a forma mais antiga é Petie ou Petia, logo ultrapassadas por De Pegiis, que predominou até o século XV, com várias ocorrências de De Pezzis, seguida por Pecchio, que se estabilizou como a grafia moderna a partir de meados do século XVI. Há diversas outras variantes mais raras: (de) Peggiis, Pegijs, Peghi, Pegio, Pezzi, Pezis, Pezziis, Peciis, Pighii, Petti e Pecchi. Há um consenso de que, apesar da variabilidade ortográfica, trata-se de uma mesma família. e muitos personagens foram registrados com mais de uma, a exemplo de Federico, registrado como Pezzis, Pezzi, Petiis, Peciis, Pecijs, Pegiis; Giacomo (Pegiis, Pechio, Peghi); Caterina (Pecchis, Pecchio, Pecci), ou Girolamo (Pegiis, Pecchio, Pecchius), todos com e sem a partícula "de" antes do sobrenome.
Segundo Franca Leverotti, eles faziam parte de um grupo de famílias de tradição mercantil que ganhou nobreza por serviços prestados ao soberano, mas de acordo com Felice Calvi, uma tradição mercantil não é compatível com os cargos que assumiram a partir do século XIV, que vedavam o acesso a famílias desta extração.
O erudito Bernardino Corio disse no século XVI que em 1228 os Pecchio já eram "poderosos", mas o erudito Giovanni de Crescenzi no século XVII só começa a falar deles como realmente influentes a partir do século XV. Os anais cívicos de Milão tampouco corroboram a narrativa de Corio. Em 1215 havia um notário e em 1225 havia um protonotário do Mosteiro de São Vítor, mas ao longo do século XIII a família é registrada principalmente como arrendatários de terras na periferia da cidade ou servindo como testemunhas em diferentes atos de pouca consequência.
Rolando Peci é o primeiro da família a ser documentado com o estatuto de cidadão, aparecendo na lista de 1266 de todos os milaneses cidadãos que juraram fidelidade à Igreja. A cidadania era um estatuto difícil de adquirir, concedia importantes privilégios e isenções, e apenas um limitado número de habitantes da cidade o conquistava. Uma das grandes vantagens da posse da cidadania era a inclusão na nobreza cívica.

O brasão de Cassina de' Pecchi

No fim do século XIII se fixam principalmente no centro urbano, e no século seguinte todos os ramos já são cidadãos, possuem brasão, e começam uma rápida ascensão, adquirindo um conspícuo patrimônio fundiário na zona rural a leste da cidade, em torno do povoado de Villafranca, e pouco tempo depois concentram seus investimentos em terras no distrito de Martesana, numa área que devido à presença da família logo seria conhecida como Cascina de' Pegis. Cascina é um tipo de estabelecimento rural composto de um grupo de edificações reunidas em torno de um grande pátio aberto, geralmente voltado para a produção de leite, queijo e manteiga. Ali ergueram uma igreja no século XVI dedicada a Santa Maria Assunta. Em 1870 esta área foi desmembrada de Milão e emancipada, formando o núcleo da nova municipalidade de Cassina de' Pecchi, denominação que homenageia a família. O brasão da comuna incorpora a faixa vermelha e as abelhas de uma das variantes do brasão Pecchio.
Ao longo do século XIV a família se dividiu em três grandes ramos, que usaram brasões semelhantes: o tronco principal, o ramo que daria origem aos condes de Monte, e o que daria origem aos Pecchio Ghiringhelli; todos, segundo Giovan di Crollalanza, muito ilustres. Em 1335 aparece o primeiro membro no Conselho. A entrada no Conselho exigia ser homem livre, cidadão, e ter residência fixa na cidade há pelo menos trinta anos. No Conselho se reunia o patriciado primitivo da cidade, que era então uma classe pouco formalizada. Em 1396 o número de conselheiros, chamados decuriões, foi fixado em 900, e seus membros, antes eleitos pela assembleia dos cidadãos, passaram a ser nomeados diretamente pelo Conselho das Provisões e escolhidos entre os cidadãos "mais sábios, ricos e úteis da cidade". Seu mandato era de um ano. Ao longo do tempo o número de decuriões variou consideravelmente: em 1408 foi reduzido para 72, sendo escolhidos 12 de cada bairro (Porta) da cidade; em 1412 os 900 foram restaurados, em 1478 passou a ser 450, e em 1512, 150.

### Apogeu
Entre os séculos XIV e XVIII ocupariam as mais altas magistraturas, acumulando riqueza e uma série de títulos e honrarias. Foram incluídos pelos doutores Marinone e Bugatti nos seus catálogos das principais famílias de Milão, e em 1518, depois que os franceses tomaram a cidade, a família foi incluída em um longo panegírico proferido no Senado por Isidoro Isolani diante de Odet de Foix, delegado do rei da França, exaltando as famílias locais de mais antiga nobreza e de maior distinção. O governo francês reformou o antigo Conselho, passando a ser formado por apenas 60 membros, cujo mandato passou a ser vitalício.

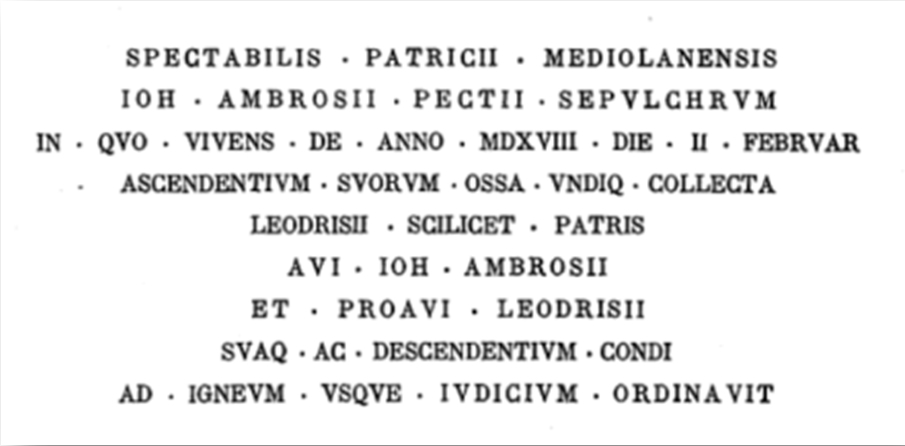
Inscrição da lápide instalada pelo "admirável (spectabilis) patrício" Giovanni Ambrogio Pecchio sobre o sepulcro de seu pai, avô e bisavô na Igreja de Santa Marias das Graças de Milão, 1518

Em 1583 os estatutos cívicos foram reformados e a aristocracia foi reorganizada, unificada e passou a obedecer a normas formais, fundando-se o patriciado clássico de Milão como uma classe nova, o qual se tornou a mais alta forma de nobreza cívica. O cargo de decurião se tornou hereditário e exclusivo de famílias patrícias reconhecidas formalmente. Ao mesmo tempo, os critérios de reconhecimento passaram a ser muito mais rigorosos e excludentes. Uma série de outros cargos judiciais e administrativos também passou por uma reforma. Com isso, o âmbito de influência dos decuriões se expandiu enormemente, mas o número de famílias com acesso ao Conselho era muito pequeno. O resultado das reformas foi que os patrícios, que nesta época já monopolizavam as nomeações para a cátedra arquidiocesana, o Capítulo da Catedral, o Senado, o Conselho das Provisões e os colégios dos médicos e juízes, passaram a dominar todas as posições importantes. Nesta altura os Pecchio já estavam incluídos entre as famílias decurionais perpétuas e faziam parte do reduzido grupo de famílias que constituía o núcleo mais sólido do patriciado, e com elas monopolizavam o poder.
Desde meados do século XV a família havia começado a produzir juízes ordinários, cargo que concedia o estatuto de cavaleiro. A partir do século XVI também produziram vários juízes colegiados, que recebiam estatuto adicional de cavaleiro papal e imperial e conde palatino (não hereditários). Eram requisitos para o acesso ao Colégio dos Juízes ser membro de uma família com nobreza confirmada há pelo menos 120 anos, não podiam ser bastardos, nem pertencer a famílias de comerciantes ou que tivessem membros manchados por infâmia pública, e também tinham, entre outros, o privilégio de carregar o baldaquino dos legados papais e imperiais nas procissões solenes de entrada na cidade, quaisquer ofensas recebidas eram punidas com severidade, e se houvessem recebido ferimento os autores tinham a mão decepada. Receberam a precedência sobre todos os cavaleiros, tinham poder de conferir títulos de doutor de qualquer ciência ou arte, legitimar bastardos, nomear notários e juízes ordinários, e dentre suas fileiras eram escolhidos o fiscal do podestà, o protetor dos presos, dois membros do Conselho das Provisões, dois jurisconsultos do Estado, o vigário do Pretório e o delegado régio. Segundo Felice Calvi, o Colégio dos Juízes se tornou o verdadeiro "santuário da aristocracia". Médicos colegiados (os Pecchio produziram dois) eram também muito ilustres mas não tinham um prestígio tão grande, e seu poder de governo se limitava a uma indicação para o Conselho das Provisões e duas para o Mestrado da Saúde, mas recebiam os mesmos privilégios e títulos que os juízes colegiados e tinham o direito de participar de solenidades públicas vestindo uma toga e um barrete púrpura forrados de peles.
Vários Pecchio também fizeram parte do Conselho das Provisões, cinco deles chegando à posição de vigário do Conselho (presidente), que a partir de 1518 passou a acumular a função de podestà de Milão (chefe do Executivo). Seus integrantes eram escolhidos entre os decuriões e nomeados diretamente pelo duque de Milão. Embora, como seu nome sugere, estivessem a cargo da provisão de mantimentos para os habitantes, de fato era um dos órgãos de governo de mais alto escalão e grande poder, tendo entre suas incumbências indicar os decuriões, fiscalizar e regular a indústria, o comércio e os ofícios, conceder ou revogar privilégios, aprovar estatutos de guildas e instituições, administrar a capital, nomear oficiais, juízes, médicos e notários colegiados, governadores de províncias, castelãos e podestàs de cidades, colaborar na defesa, na criação de legislação, no Fisco, no Tesouro e em vários outros negócios do Estado.

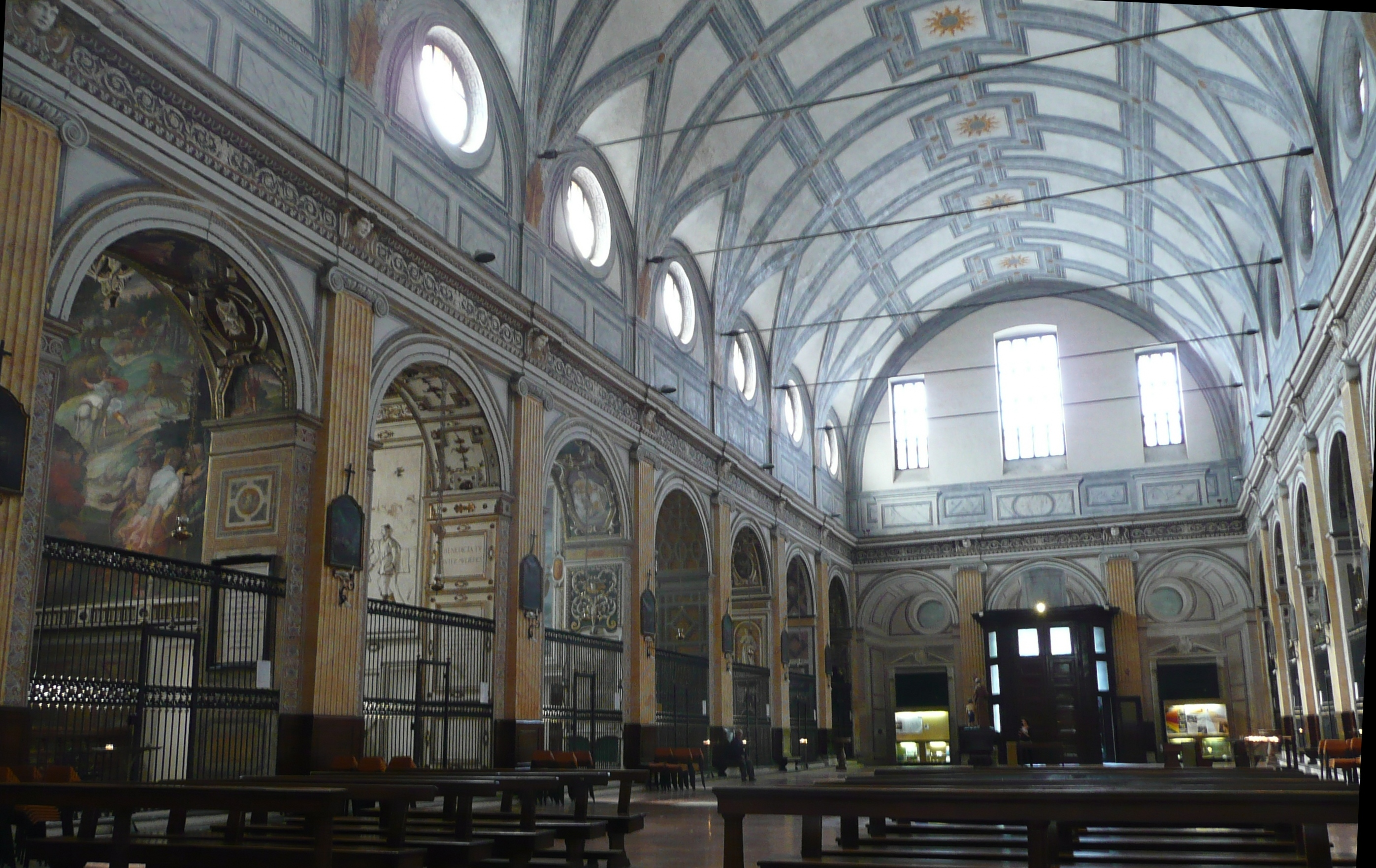
Interior da Igreja de Santo Ângelo, onde os Pecchio tiveram sepulcro

Contribuiu para a consagração da família a construção de um sepulcro monumental na Igreja de Santo Ângelo. Segundo Edoardo Rossetti, quando a família tinha recursos financeiros notáveis, como era o caso, um sepulcro nesta igreja era um elemento fundamental no processo de ascensão social, já que a igreja tinha um grande prestígio por ser a primeira sede milanesa dos franciscanos e ter o patrocínio ducal, e ali tinham sepulcros algumas das principais famílias da cidade. Também tiveram sepulcros na Capela de Santa Maria del Cerchio e na Igreja de Santa Maria das Graças.

### Declínio
Milão foi tomada por Napoleão em 1796, que dissolveu o Ducado e criou a República Cisalpina, abolindo todos os títulos de nobreza. Depois da sua queda, o território foi anexado em 1815 ao Reino Lombardo-Vêneto, controlado pela Áustria. Foi então iniciada uma recomposição da nobreza pré-napoleônica, mas ela foi muito limitada: os que haviam sido apenas patrícios não foram reconhecidos, e os que tinham outros títulos foram, desde que fossem apoiadores do governo, que tinha uma grande rejeição entre a antiga aristocracia. Na restauração austríaca foram reconhecidos apenas Dom Antonio Pecchio, capitão da milícia urbana, filho de Dom Francesco, em 1816, e os irmãos Camillo, Michele, Carlo, Girolamo, Francesco Maria e Pietro Pecchio Ghiringhelli Rota, filhos de Dom Antonio Maria, em 1817. Finalmente, com a anexação de Milão ao novo Reino da Itália unificada em 1866, toda a nobreza teve de sujeitar-se à confirmação governamental de seus títulos, mas por vários motivos a confirmação foi negada a milhares de famílias.
O século XIX foi um período de guerras devastadoras na Itália, acompanhadas por ondas de fome, epidemias, empobrecimento generalizado e um grande êxodo populacional. Para a aristocracia milanesa foi um período traumático, e grande parte das famílias ficou arruinada. Sua participação no comando da política se reduziu a um nível mínimo, sendo largamente substituída pela burguesia e por uma nobreza criada recentemente. Em 1891, dentre os Pecchio, permaneciam na nobreza apenas os descendentes dos reconhecidos em 1816 e 1817; os primeiros também recuperaram o antigo título de patrícios de Milão, com o tratamento de Dom. Esses mesmos ramos foram reconfirmados em 1933. Com a proclamação da República da Itália em 1946, a nobreza italiana deixou de existir.

## Século XIII

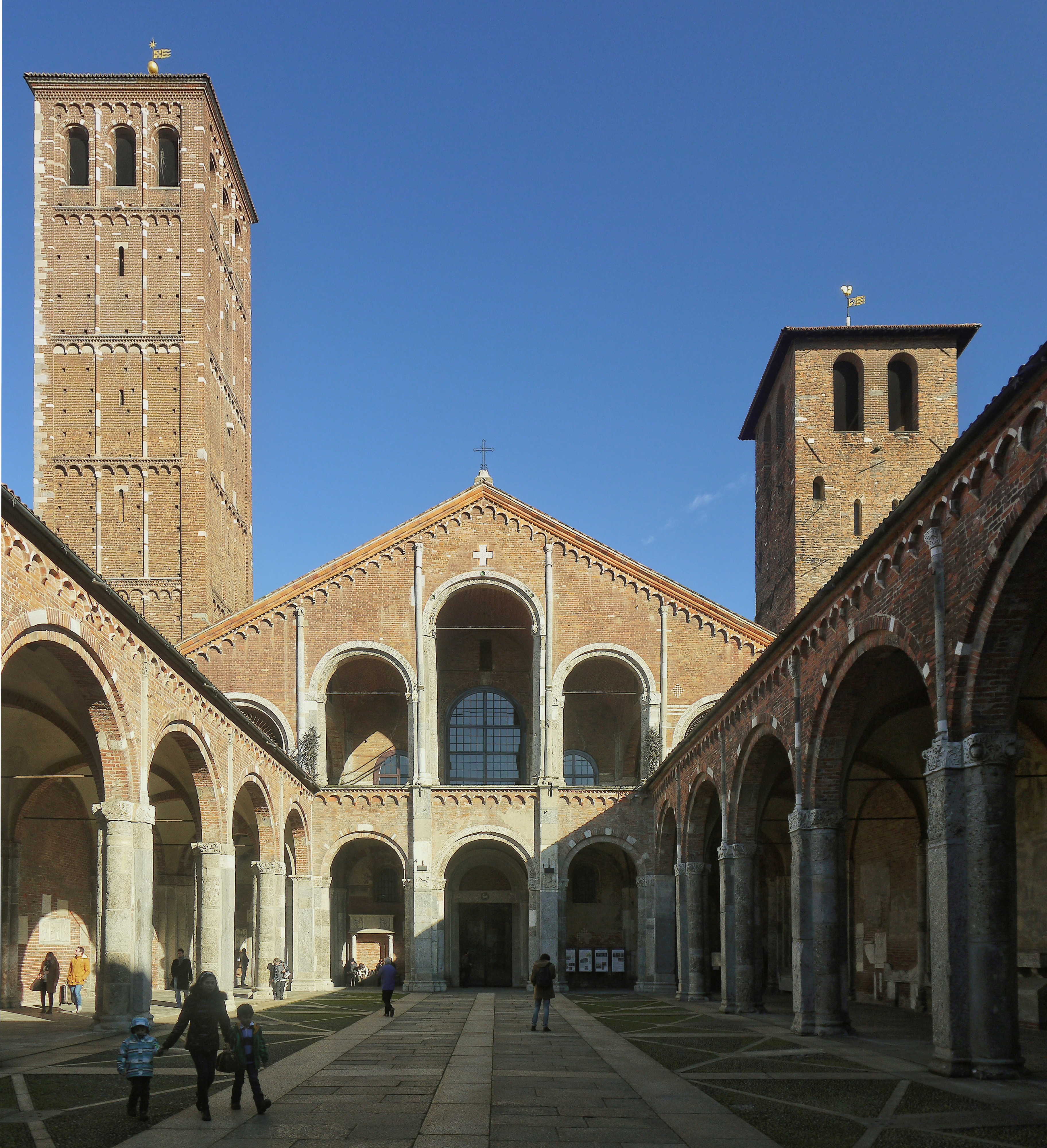
A Igreja de Santo Ambrósio (hoje Basílica)

O mais antigo personagem registrado nos anais municipais é Aliprando Petia ou Petie, que vivia em Milão no fim do século XII, mas só é citado em 23 de dezembro de 1221, quando já estava morto e tinha um filho já adulto. Em 4 de fevereiro de 1215 Obizo ou Obizone de Pezo era notário, lavrando um ato do cônsul Mafeo de Curtenova. Ribaldo Petie ou Pitia, filho de Aliprando, em 1221 estava testemunhando numa disputa sobre a nomeação de um cônego da Igreja de Santo Ambrósio, sendo citado como habitante de Milão mas não cidadão, e em 16 de novembro de 1225 era protonotário do Mosteiro de São Vítor. Em 7 de fevereiro de 1225 Rainero Peza era um dos membros da Credenza, o conselho da classe trabalhadora não cidadã, que juravam observar o pacto de paz entre Milão e Vercelli. Em 30 de dezembro de 1231 Otto e Zanebello de Pezii viviam na vila suburbana de Origgio e aparecem na lista de habitantes que estavam em conflito com a Igreja de Santo Ambrósio de Milão, que exigia deles a prestação de vários serviços, que eles se negavam a fazer, argumentando que a vila não fazia parte dos domínios da Igreja.
Até o fim do século XIII aparecem outros, como Conrado e seu filho Florio, Andrioto, sobrinho de Florio, Pietro e seu filho Zanebello, Girardo, Mazuco, Vidario, Recuperando e Saco, grafados variavelmente como Petia, Petie, Pecia, Peza, Pitia, Petii, Pezius, Pezii, Pegio ou de Pegiis, testemunhando em alguns atos ou arrendando terras, geralmente da Igreja de Santo Ambrósio. Neste período Zanebello filho de Pietro é o único outro a ter uma posição de algum relevo, sendo em 25 de fevereiro de 1288 funcionário da Igreja de Santo Ambrósio, encarregado de fazer a coleta de dízimos nas terras que a Igreja tinha em Bellinzano Lombardo e indicar novos arrendatários.
Essas primeiras formas do sobrenome são as que aparecem nos documentos originais, todos em latim. Devido ás características do latim, raramente a forma corrente do sobrenome é usada. Petia é o mesmo que Pecia, Petie é uma declinação gramatical de Petia, Petii é o plural de Petia, Pezii é o plural de Pezius, Pezo ou Peza, e Pegiis é o plural de Pegio. Os editores contemporâneos dos cartulários, nos resumos em italiano, modernizaram-nos como Pezo, Peza ou Pezii. Ao longo deste artigo serão mantidas as formas que constam na bibliografia consultada, que em sua maioria não oferece uma transcrição contemporânea.

## Século XIV

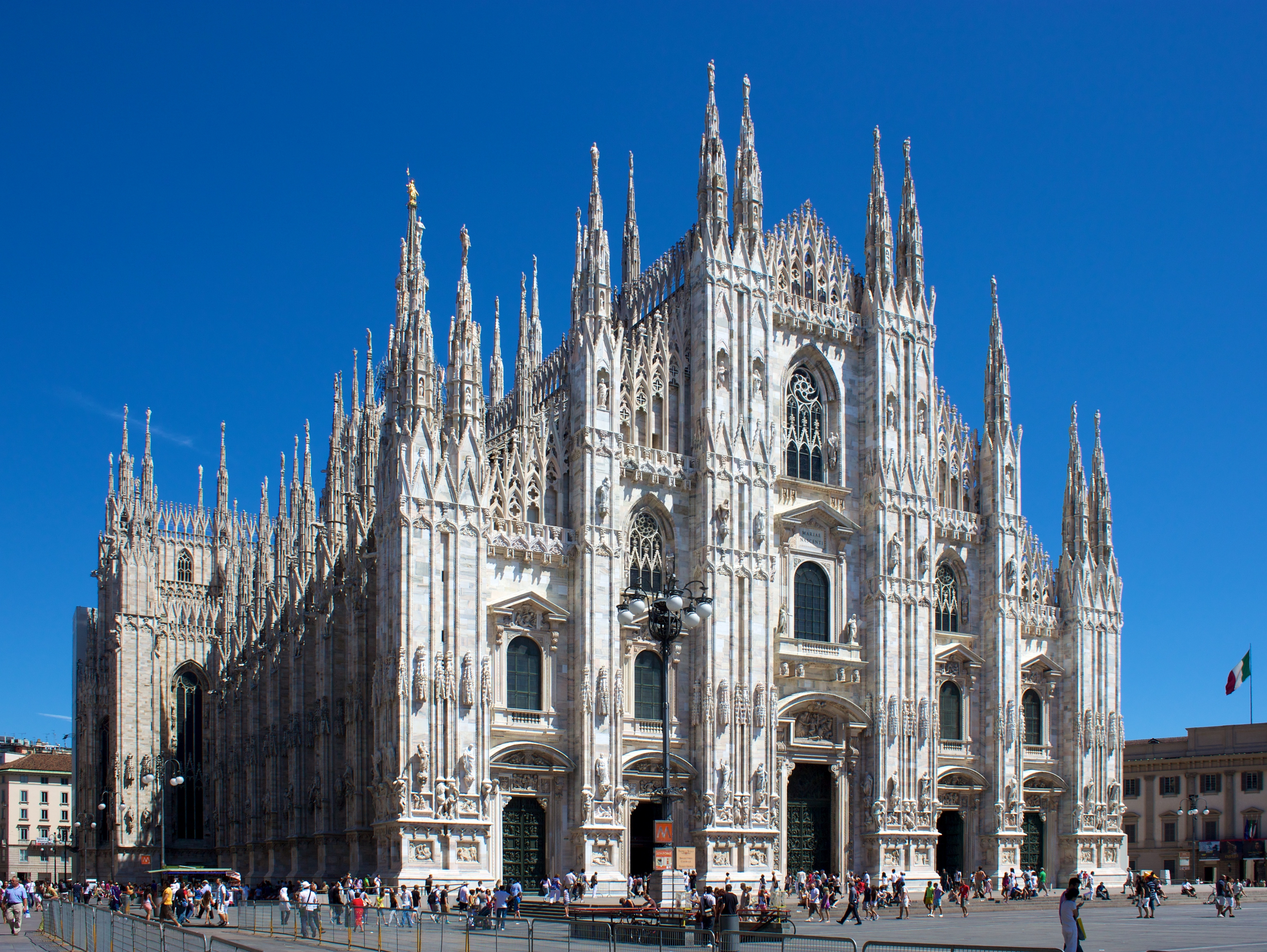
A Catedral de Milão. Muitos membros da família integraram o Capítulo da sua Fábrica

No início do século XIV começam a se projetar rapidamente, e o primeiro a ser documentado no Conselho é Gafoino de Pegiis, que teve mandatos em 1335 e 1340. Vários outros membros da família participaram mais tarde do Conselho. Em 1364 Bernabos Nicorolo de Pegiis era co-castelão do castelo de Trizzio em Piacenza. Em 1380 o "nobre e egrégio" Antonio de Pegiis foi uma das testemunhas quando o arcebispo divulgou com grande solenidade a bula papal de dispensa de consanguinidade para o casamento do duque Gian Galeazzo Visconti e sua prima Cattarina Visconti. Seu filho o dominus Petrolo de Pegiis foi decurião em 1388.
Achiles Pegio ou de Pegiis, filho do dominus Cailloto, em 1381 era notário municipal, em 1406 e 1412 era deputado do Conselho no Capítulo da Fábrica da Catedral de Milão, encarregado das compras e vendas de imóveis, e era podestà de Felizzano em 1425.
Dionisio de Pegii ou Pegiis foi decurião em 1388, deputado do Conselho no Capítulo da Fábrica da Catedral em 17 mandatos entre 1383 e 1421, em 1396, 1400 e 1405 foi membro do Conselho das Provisões, órgão de grande poder cujos integrantes eram nomeados diretamente pelo duque de Milão; foi membro do Conselho Fiscal da Catedral em 1401, e deputado do Conselho das Provisões no Capítulo da Fábrica em 1400, considerado um benfeitor da Catedral.

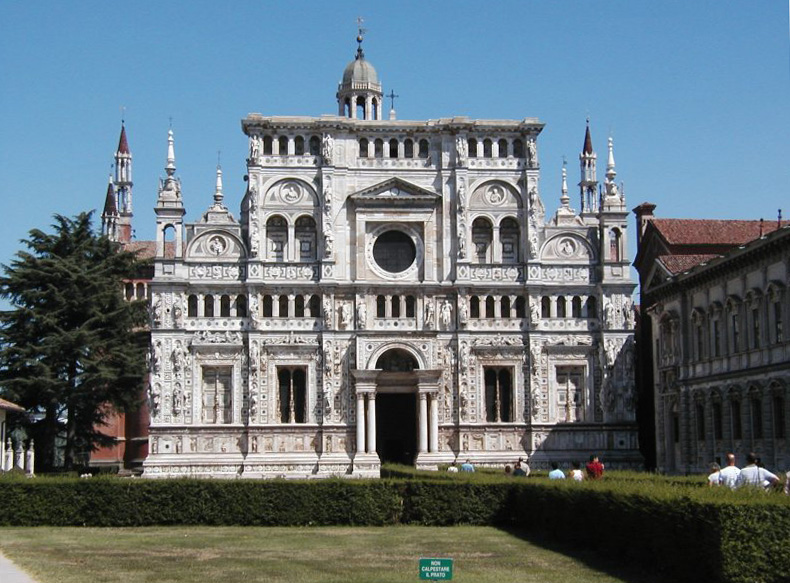
Fachada da Cartuxa de Pavia.

Giacomo de Pegiis foi podestà de Piacenza em 1393, seu filho Cristoforo de Peggi foi podestà de Gravedona em 1420, fez testamento em 1451 deixando seu patrimônio para a Fábrica da Catedral de Milão. Em 1392 o dominus Galeazzo de Pegiis (Galea, Galoe, Pecchio, Pecchi) era deputado do Conselho no Capítulo da Fábrica da Catedral, em torno de 1396 junto com seu filho não nomeado eram oficiais da Cúria Ducal e familiaresVer nota:  do duque Gian Galeazzo Visconti, e em 1396 era o administrador geral da Fábrica da Cartuxa de Pavia, um importante complexo monumental mandado construir pelo duque, sendo o primeiro a ocupar o cargo. Era também era o superintendente de todas as obras ducais, responsável por trabalhos em castelos e fortificações.

## Século XV
Em 1419 Giovannino de Peggi tinha o título de nobre e foi nomeado pelo duque capitão do Lago de Como, com um mandato de seis meses. Entre 1424 e 1432 é documentada a atividade de Federico de Pezzis (Pezzi, Peziis, Petiis, Peciis, Pecijs, Pegiis), escudeiro do duque Filippo Maria Visconti, e depois embaixador enviado em diversas missões diplomáticas. "Hábil político", o duque lhe fez muitos elogios pelos seus serviços de 1426 na corte imperial. Neste ano, estando em Buda, foi nomeado embaixador junto à corte turca, mas é incerto se chegou a ir. Em 1427 estava de novo na corte imperial encarregado de informar-se sobre os boatos que corriam sobre a iminente entrada na Itália de Sigismundo, rei dos romanos. Em 1428 foi enviado para Roma para interceder junto a Sigismundo em favor da honra de Nicolò Piccinini. Em 1429, novamente agradecendo seus bons serviços, o duque ordenou-lhe assegurar o retorno a Milão do embaixador Benedetto Folchi. No mesmo ano foi enviado a Pressburgo para atender a um chamado de Sigismundo, sendo encarregado também de convencer Sigismundo a voltar para a Itália, de obter a nomeação do duque como capitão das forças imperiais, e de obter honrarias para sua filha bastarda e única herdeira Bianca Maria Visconti, que seria legitimada pelo imperador no ano seguinte. Em 1430 foi enviado para transmitir condolências para o príncipe do Piemonte, que havia perdido uma irmã. Em 1432 foi enviado a Locarno para obter "certos segredos que agradariam ao duque".
O dominus Gaspare de Pegiis, Pighii, Pecchi ou Pecchio, residente em Martesana, foi decurião, capitão de Monza, em 1441 era deputado do Conselho no Capítulo da Fábrica da Catedral, em 1451 emprestou 100 ducados para a Câmara Ducal, mas em 1456 faleceu deixando dívidas, que seus filhos Giacomo, Cristoforo e Francesco saldaram depois de um longo atrito judicial.

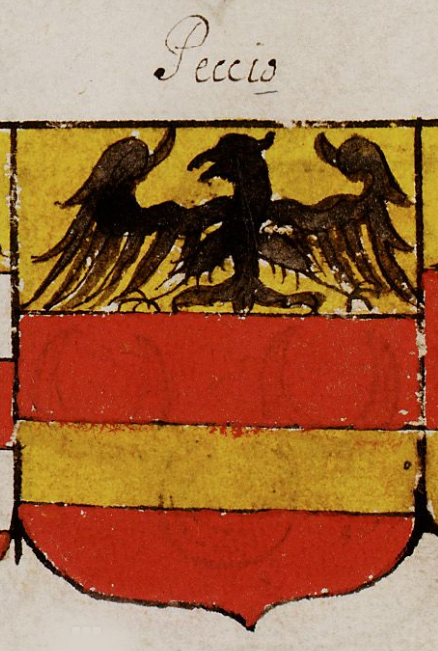
Variante do brasão Pecchio, no Stemmario Cremosano, fim do século XVII

O "admirável e egrégio" dominus Giacomo de Pegiis, Peghi ou Pechio em 1450 era coadjutor do Fisco ducal. Foi comissário ducal e podestà de Bellinzona em 1461-62, substituído interinamente por seu irmão Francesco, "fidelíssimo servidor". Foi referendário em Novara em 1468, quando recebeu ordem do duque Galeazzo para derrubar a cidadela que estava em ruínas, fortificar as portas da cidade e reformar as canalizações de água. Voltou ao cargo em Bellinzona em 1470-1472 e em 1477 estava novamente em Novara. Cristoforo Pecchi foi notário entre 1447 e 1450,  oficial das munições em 1458, decurião em 1474, benfeitor dos pobres. Tinha uma fábrica de vidro e foi um dos fornecedores de vitrais para a Catedral de Milão na década de 1450-60. Aluysius de Pegii ou Pegiis era exator da Fábrica da Catedral em 1424 e decurião em 1447. Em 1451 Ambrogino de Pegiis era grande comerciante, teve um carregamento roubado no rio Pó e foi protegido pelo duque Francesco Sforza, que mandou o podestà de Casalmaggiore reembolsá-lo pelas perdas e caçar os ladrões. Contudo, em 1474 foi preso por dívidas alfandegárias.
Pietro Paolo de Pegiis, filho de Girolamo, foi secretário do duque, em 1477 recebeu ordens de capturar o condottiero rebelde Roberto Sanseverino, depois foi embaixador junto à Liga Suíça, e em 1479 junto ao duque da Áustria. O dominus Pietro de Pegiis foi notário público a partir de 1447. Seu filho Bartolomeo, mais conhecido como Bertola de Pegiis (Pecchi, Pecchio), foi notário da Chancelaria e benfeitor dos pobres, atestado entre 1453 e 1493, além de deputado distrital no Capítulo da Fábrica da Catedral em nove mandatos entre 1462 e 1487. Seu filho Bertola II foi ativo como notário e protonotário entre 1471 e 1512. Seu irmão Francesco de Pegiis foi notário público e protonotário. Seu irmão Pietro Pecchi foi notário da Chancelaria entre 1471 e 1512.
O dominus Paolo de Pegiis foi pai de Angela de Pegis, prioresa, e do "admirável" dominus Giovanni Battista de Pegiis (Pegis), mais conhecido como Battista. Battista foi juiz da alfândega ducal, tesoureiro da cidade de Milão em 1468, depois responsável pelo abastecimento de sal, em 1470 foi eleito um dos síndicos e procuradores da Porta Ticinese no juramento de fidelidade da nobreza de Milão ao duque, junto com Pietro Celestino de Pegiis, filho do mestre Georgio, e Giovanni, filho do dominus Gaspare; era juiz da alfândega municipal em 1471, e em 1474 era decurião. Battista também foi banqueiro, sócio de Ambrogio Arzoni, que morreu deixando um débito de 61 mil liras junto aos duques, uma grande fortuna, e Battista arcou com o prejuízo de 10 mil liras, mas a dívida foi cancelada. Morto antes de 1482, Battista deixou os filhos Pietro Paolo, Giovanni Antonio, Gabriele, Girolamo e Giovanni Enrico. Em torno de 1495 uns irmãos de Pechiis eram castelãos do Castelo de Penna. Neste ano Giovanni Ambrogio Peggio era chanceler do Ducado.

## Século XVI

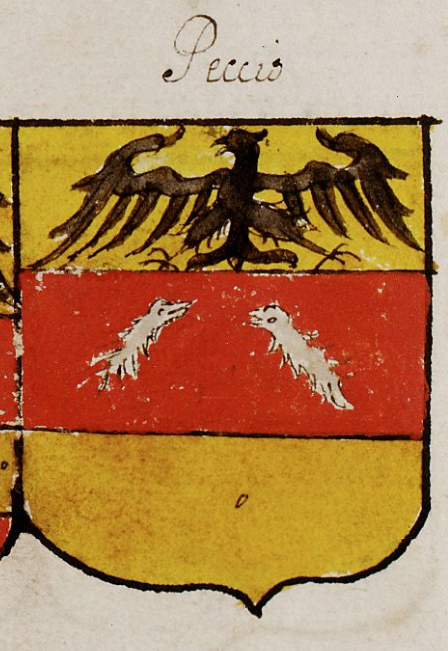
Outra variante do brasão, Stemmario Cremosano

O magnífico dominus Girolamo Pegiis (Pecchio, Pecchius) foi assessor do Pretório, senador de 1475 a 1513, membro do Colégio dos Juízes de 1489 a 1523, deputado do Colégio dos Juízes no Capítulo da Fábrica da Catedral de 1491 a 1510 e de novo em 1521, membro do Conselho das Provisões em 1491 e 1516, vigário das Provisões em 1512, capitão geral de Justiça em 1522 e 1523 com os títulos de magnífico, prestantíssimo e generoso, em 1524 recebeu o título de conde. O "admirável" dominus Giovanni Enrico de Pegii ou Pegiis, mais conhecido como Enrico, foi doutor em Direito Civil e Canônico pela Universidade de Pavia em 1476, jurisconsulto, juiz colegiado, senador de 1475 até 1513, deputado do Colégio dos Juízes no Capítulo da Fábrica da Catedral em 1477, 1478 e 1500.
Nicolò filho de Simone Pecchio foi notário da Chancelaria entre 1504 e 1538. Francesco de Pegii ou Pecchio foi decurião, juiz colegiado, em 1530 era podestà de Milão e vigário das Provisões, membro do Conselho das Provisões em 1535, e deputado do Colégio dos Juízes no Capítulo da Fábrica da Catedral em 1533 e 1540. O magnífico dominus Giovanni Battista Pegio (Pecchio, Pectius) foi doutor em Direito Civil e Canônico, cavaleiro papal e imperial, conde palatino, cavaleiro da Ordem de Santo Estêvão, senador, juiz colegiado, advogado do Fisco, protetor dos presos, deputado da Casa de Caridade de Milão, deputado do Colégio dos Juízes no Capítulo da Fábrica da Catedral em 1532, 1533 e 1535, podestà de Milão e vigário das Provisões em 1533, membro do Conselho das Provisões em 1535. Em 1552 o magnífico e ilustríssimo dominus Girolamo Pecchio (Pecchius) era podestà de Milão e vigário das Provisões e participou da burocracia para a aprovação dos Estatutos do Colégio dos Barbeiros-Cirurgiões. Em 1555 os trâmites não haviam terminado e o magnífico e ilustríssimo dominus Benedetto Pecchio (Pecchius) participou na qualidade de podestà de Milão e vigário das Provisões.
Antonio filho de Domenico Pezzi foi notário da Chancelaria entre 1550 e 1572. Antonio Francesco Pecchio foi juiz colegiado, cavaleiro papal, conde palatino papal e imperial. Galeazzo Pecchio foi deputado da Porta Comasina no Capítulo da Fábrica da Catedral em nove mandatos entre 1549 e 1565. Outro Galeazzo em 1597 era membro do Conselho das Provisões. Em 1568 Domenico de Pezzis foi testamenteiro do cardeal Abbondio Castiglione. O magnífico dominus Marco Antonio Pecchio foi em vários anos deputado da Porta Nova no Capítulo do Hospital Maior. Os candidatos eram indicados pelos bairros e aprovados pelo arcebispo, e deviam pertencer a famílias ilustres. Segundo Cinzia Cremonini, as escolhas não eram "uma questão restrita à esfera cívica, mas precisamente pela extraordinária complexidade dos interesses em que a instituição estava envolvida, e também pelo enorme capital que movimentava, procurava-se ao máximo ter dentro do Capítulo figuras que pudessem garantir uma boa correspondência com os altos escalões da política e proximidade com a monarquia". Foi ainda deputado distrital no Capítulo da Fábrica da Catedral em 1601, 1606, 1607, 1611 e 1619, decurião perpétuo, prior da entidade beneficente Monte di Pietà em 1621, membro do Conselho das Provisões em 1626, e em 1631 deputado da paróquia de São Nicolau para o cuidado das mulheres e crianças e distribuição de esmolas.

## Séculos XVII e XVIII
Em 1601 Aluigi Pecchio era o abade (presidente) e procurador do Colégio dos Comerciantes de Aves, Peixes e Animais Selvagens, solicitando ao governo e obtendo a aprovação dos seus Estatutos. Os magníficos domini Giovanni Enrico e Francesco Bernardino Pecchio em 1631 eram deputados para a distribuição de esmolas respectivamente da paróquia de São Nicolau e da paróquia de Santa Maria Beltrade. O conde Alvisio Pecchio (Luigi) explorava uma lavra de ouro no rio Ticino, foi juiz colegiado, em 1666 foi membro do Conselho das Provisões e decurião, em 1672 e 1673 era deputado no Capítulo da Fábrica da Catedral, e em 1679 foi vigário das Provisões e podestà de Milão.

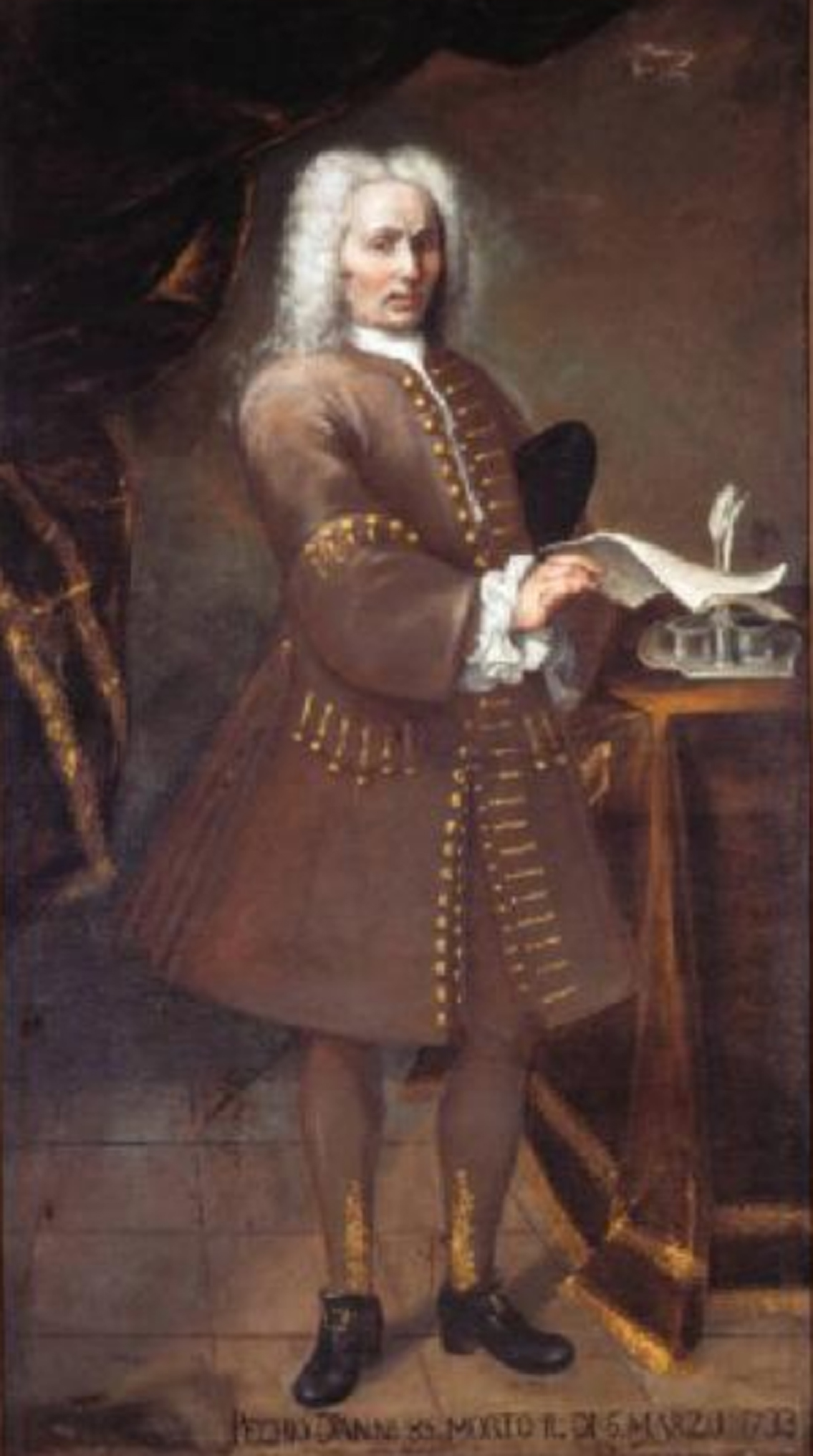
Retrato do conde Francesco Pecchio, benfeitor de várias instituições

Cesare Pecchio foi sargento-mor do regimento da Porta Vercellina entre 1652 e 1691, tendo sob suas ordens sete capitães. Seu filho Francesco Pecchio herdou um grande patrimônio que incluía um palacete na Porta Comasina, quatro casas na Porta Oriental, casas na Porta Marcellino e três lojas na freguesia de San Carpoforo, bem como diversas casas e terras agrícolas nas comunas de Cassina Amata, Senago, Cassina Nuova, Villa Pizzone, e em 1695 foi nomeado herdeiro de seu tio Giovanni Pecchio, recebendo terras em Palazzolo, Desio, Cassina Amata, Cassina Nuova e Senago. A sua já enorme riqueza aumentou ainda mais com o casamento que contraiu com Girolama Pionni, que lhe trouxe um dote de 38 mil liras. Em 1718 recebeu a nobreza imperial e o título de conde. Contribuiu generosamente para a construção da Igreja de Santo Ambrósio em Cassina Amata, financiando as obras das capelas dedicadas à Virgem Maria e a São Francisco, para as quais também encomendou notáveis pinturas. Foi benfeitor dos pobres, deputado da Casa de Caridade de Nossa Senhora do Carmo de 1705 a 1729, e por muitos anos administrador e deputado da Congregação de Nossa Senhora de Loreto. Faleceu sem herdeiros em 1733, doando a fortuna de mais de 135 mil liras para essas instituições e a Escola do Santíssimo Sacramento da Igreja de Santo Ambrósio em Cassina Amata. Perdoou as dívidas de seus devedores, arrendatários e empregados, e fez a Congregação de Loreto herdeira universal do seu patrimônio imobiliário, declarado inalienável, cuja renda deveria reverter para o sustento de famílias nobres e mercantis decadentes. Em sua memória a Congregação mandou pintar um retrato para sua galeria de benfeitores. Deixou ainda pensão vitalícia de 800 liras para seu notário particular e 40 mil liras para o Hospital Maior. Para homenageá-lo, o Capítulo ordenou a pintura de um retrato para sua galeria.
O conde Giovanni Battista Pecchio foi juiz colegiado, em 1715 era o primeiro assessor do Conselho das Provisões (o terceiro na hierarquia), e decurião em 1715 e 1719. Em 1738 Laura Giovanna Pecchio era madre superiora do Mosteiro de Santa Catarina. Antonio de Pecis em 1757 foi investido, junto com seu primo Antonio Vigoni, do feudo de Massalengo, mas faleceu sem herdeiros em 1771.
O conde Giuseppe de Pecis (1716-1799) foi magistrado das águas e estradas, presidente do Conselho de Governo da Lombardia, além de poeta e historiador, deixando várias obras publicadas, entre panegíricos e obras de história política e militar. Devotadíssimo à Casa da Áustria e oponente da República Cisalpina de Napoleão, era adepto do iluminismo, e em 1760 propôs a criação de uma Academia de Artes e Letras para preparar os filhos da classe dirigente para futuramente atuarem no governo. Casado com Jeanne Le Blond de La Mothe, filha do cônsul da França em Veneza, deixou os filhos Maria e o conde Giovanni Edoardo de Pecis (de Pegis) (1760-1830). Herdeiro da riqueza do pai, Giovanni Edoardo dedicou-se à política, sendo conselheiro e magistrado da Câmara, mas é mais lembrado pelo seu amor às artes, reunindo uma expressiva coleção de pinturas, bronzes e mármores, que em 1828 doou para a Pinacoteca Ambrosiana, considerado um dos seus principais benfeitores. O legado foi aumentado em 1835 pela sua irmã Maria, casada com um marquês Paravicini. Após sua morte a Pinacoteca mandou instalar um busto de Giovanni Edoardo e uma placa em memória dos doadores.

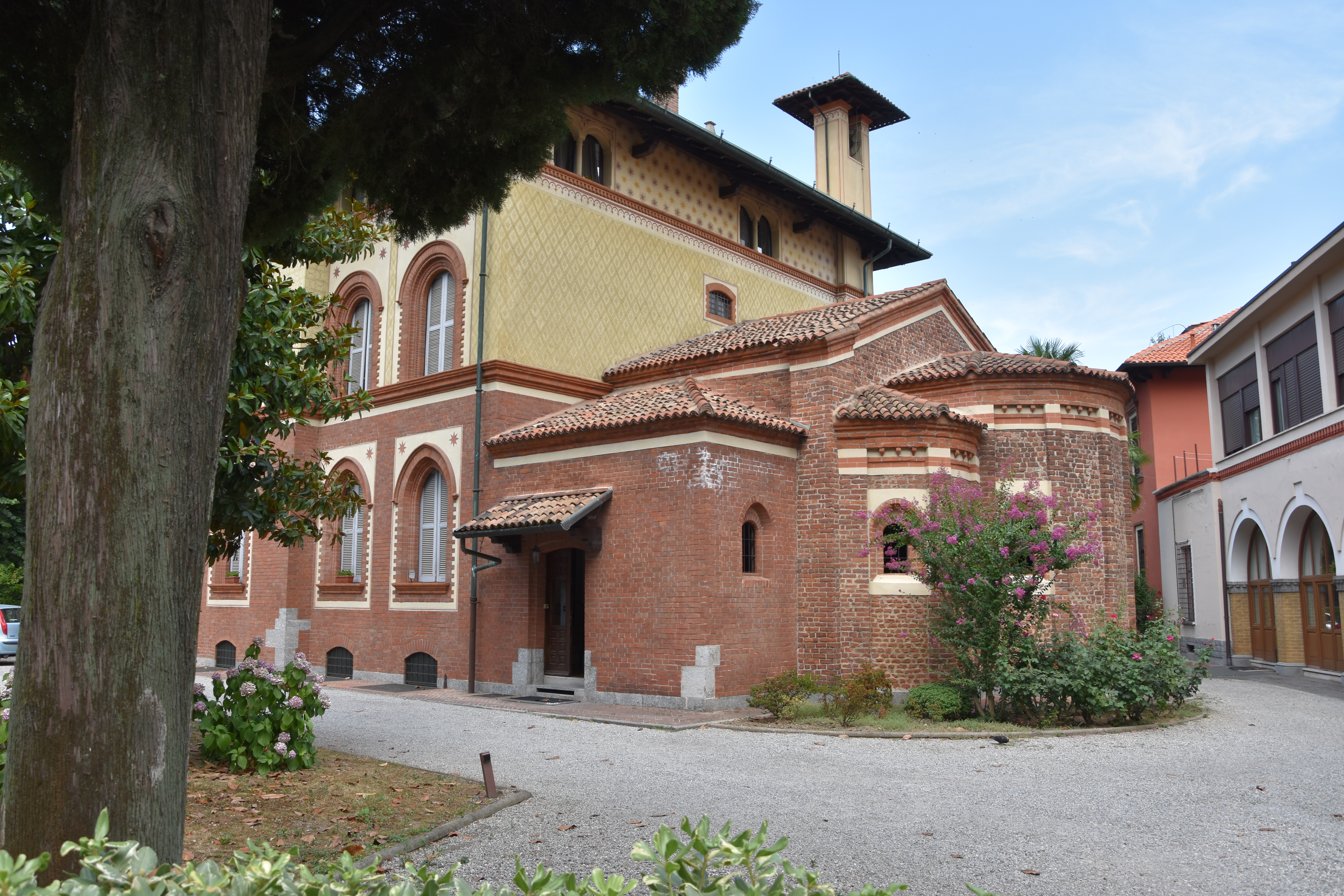
O que restou da Igreja de San Siro e parte do palacete do conde Giuseppe

A família foi proprietária da Igreja de San Siro alla Vepra, ricamente decorada com afrescos medievais, que permaneceu em sua posse até o século XIX. No fim do século XVIII a igreja teve toda a sua nave demolida, permanecendo apenas a abside e um pequeno átrio, para permitir a construção de um palacete, onde viveu o famoso conde Giuseppe Pecchio. Nesta casa, sob a direção de Pecchio, se reuniram membros do movimento de oposição ao governo austríaco.

## Século XIX
O conde Giuseppe Pecchio (1785-1835) era filho das primeiras núpcias de Antonio Pecchio, oficial de Justiça e vice-diretor da Contabilidade Central, e Francesca Goffredo. Político, economista, educador, escritor, poeta e patriota, foi provavelmente o mais famoso membro da família e uma figura relevante no processo de libertação e unificação italiana. Começou sua carreira aos 25 anos como assistente do Conselho de Estado do Reino da Itália napoleônico, atuando nos departamentos de Finanças e Interior, sendo demitido com a queda do reino em 1814. Frequentou o salão de Matilde Dembowski, o reduto dos liberais, e colaborou com o jornal Conciliatore, escrevendo dezenas de artigos contra a política do governo de ocupação austríaco, tendo censurada a publicação do seu Saggio storico sulla amministrazione finanziaria dell’ex Regno d’Italia dal 1802 al 1814. Neste período, junto com Federico Confalonieri e Luigi Lambertenghi, introduziu na Lombardia o método de ensino lancasteriano.

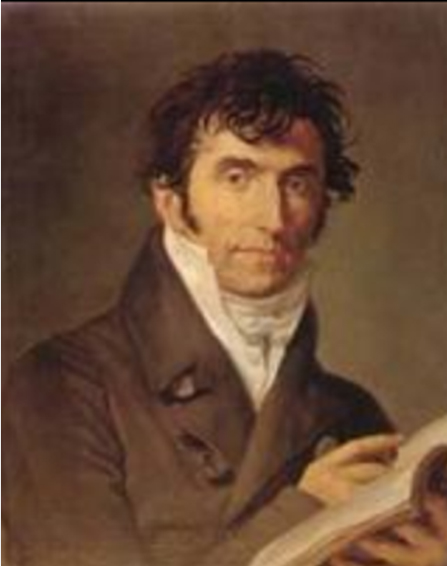
Giuseppe Pecchio.

Entrou para o grupo dos Federati e se refugiou em Florença, onde se uniu a conspiradores toscanos. Em 1819 foi nomeado deputado do Conselho Provincial de Milão, mas foi sempre mantido sob vigilância. Viajou por muitas cidades italianas e estrangeiras buscando apoios, e participou das insurreições lombardas. Em 1823 foi processado e condenado à morte por alta traição, mas conseguiu fugir, passando a perambular pela Suíça, Espanha, Portugal e Grécia, período em que escreveu algumas das suas principais obras, como Sei mesi in Ispagna nel 1821, Lettere di Giuseppe Pecchio a Ledi G. O., Tre mesi in Portogallo nel 1822 e The Journal of military and political events in Spain during the last twelve months. Acabou se radicando na Inglaterra, onde desempenhou um papel importante como intermediário entre os conspiradores e o governo britânico e como uma das principais autoridades sobre o tema dos exilados políticos italianos. Lá publicou, entre outras obras, Relazioni degli avvenimenti della Grecia nella primavera del 1825, que foi um sucesso de público e lhe garantiu a cátedra de Línguas Modernas no Manchester College de York. Além desse papel político, segundo Maurizio Isabella, Giuseppe Pecchio "pode ser considerado o fundador da economia política do Risorgimento. Seguindo a linha de Pietro Custodio, Pecchio popularizou na Itália e na Europa o pensamento econômico italiano do Iluminismo, atualizando o seu significado à luz das necessidades do Risorgimento. De fato, ele legou para as gerações seguintes a ideia de economia pública como uma ‘ciência do amor à Pátria’. Embora seu quadro teórico e conceitual permanecesse ainda parcialmente ligado às idéias dos economistas italianos do século XVIII, era um grande admirador de Adam Smith e Thomas Malthus, e em seus escritos comemorou o modelo de desenvolvimento inglês, defendendo-o contra seus detratores". Foi elogiado por Lord Byron, que deixou longo testemunho sobre ele, do qual segue um trecho:

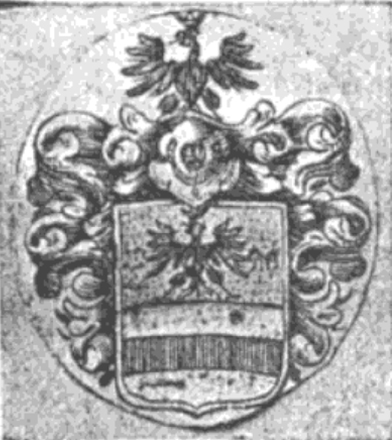
Ex-libris atribuído ao conde Giuseppe

"Giuseppe Pecchio, um lombardo e milanês, foi o único revolucionário ou liberal italiano de quem eu realmente gostei, ou com quem eu poderia manter uma intimidade e amizade ininterrupta até o fim. Ele tinha mais inteligência, mais informação geral e mais genialidade do que todo o resto dos liberais juntos. Ele também era um sujeito pequeno, espirituoso e viril, extremamente ativo, empreendedor e cheio de recursos e coragem. Pecchio foi sempre franco, sincero e direto. A maioria dos refugiados italianos na Inglaterra dizia que nunca haviam feito nada para merecer de seus vários governos o exílio ou qualquer outra dor ou pena; que haviam sido injustamente condenados pela evidência de testemunhas subornadas e contratadas; que eram tão inocentes quanto cordeiros, e que a infâmia eterna repousaria sobre seus príncipes e governos por sua condenação, exílio e sofrimento em uma terra estrangeira. [...]
"Giuseppe Pecchio estava muito acima desse equívoco e duplicidade. Ele confessou francamente que havia conspirado contra o governo lombardo-veneziano-austríaco e fizera tudo o que pôde para derrubá-lo, embora nunca recorrendo a assassinatos ou insurreições populares violentas, e se os austríacos o tivessem apanhado quando ele estava fugindo do país, eles teriam sido justificados pelas leis do Império ao enforcá-lo, ou ao mandá-lo para as masmorras de Olmutz ou Spielberg, para ficar em companhia de seus amigos, o Conde Gonfaloniere e Silvio Pellico".
Seu irmão Giovanni Pecchio foi professor, em 1836 era ouvidor do Tribunal de Primeira Instância do Cível.
Dom Pietro Pecchio em 1828 era vice-diretor da Imperial e Régia Contabilidade Central, em 1836 era o diretor, além de contabilista revisor da Comissão Central de Beneficência e Caixa de Poupança da Lombardia, em 1848 era imperial e real conselheiro de Governo, diretor emérito da Contabilidade Central e membro da comissão administrativa da Caixa de Poupança, ativo até a década de 1870 na Caixa de Poupança. Em 1848 Luigi Pecchio era padre e catequista na escola do bairro de Guastalla, em 1850 era coadjutor da paróquia de Santa Maria da Paixão e fabriqueiro e promotor da Irmandade do Santíssimo Sacramento. Em 1850 Angelo Pecchio era barnabita, penitenciário menor na Veneranda Penitenciária do Capítulo Metropolitano e confessor no Colégio de Santo Alexandre. Em 1869 o conde Ercole Pecchio era membro do Conselho de Reconhecimento da Guarda Nacional. O signor Carlo Pecchio em 1834 era assistente da Imperial e Régia Contabilidade Central, e entre 1847 e 1863 foi chefe do Departamento de Contas da Imperial e Régia Junta do Censo da Lombardia, atuando neste departamento até a década de 1870. Em 1876 foi agraciado com o título de cavaleiro da Ordem da Coroa da Itália.

## Ramos

### Condes de Monte

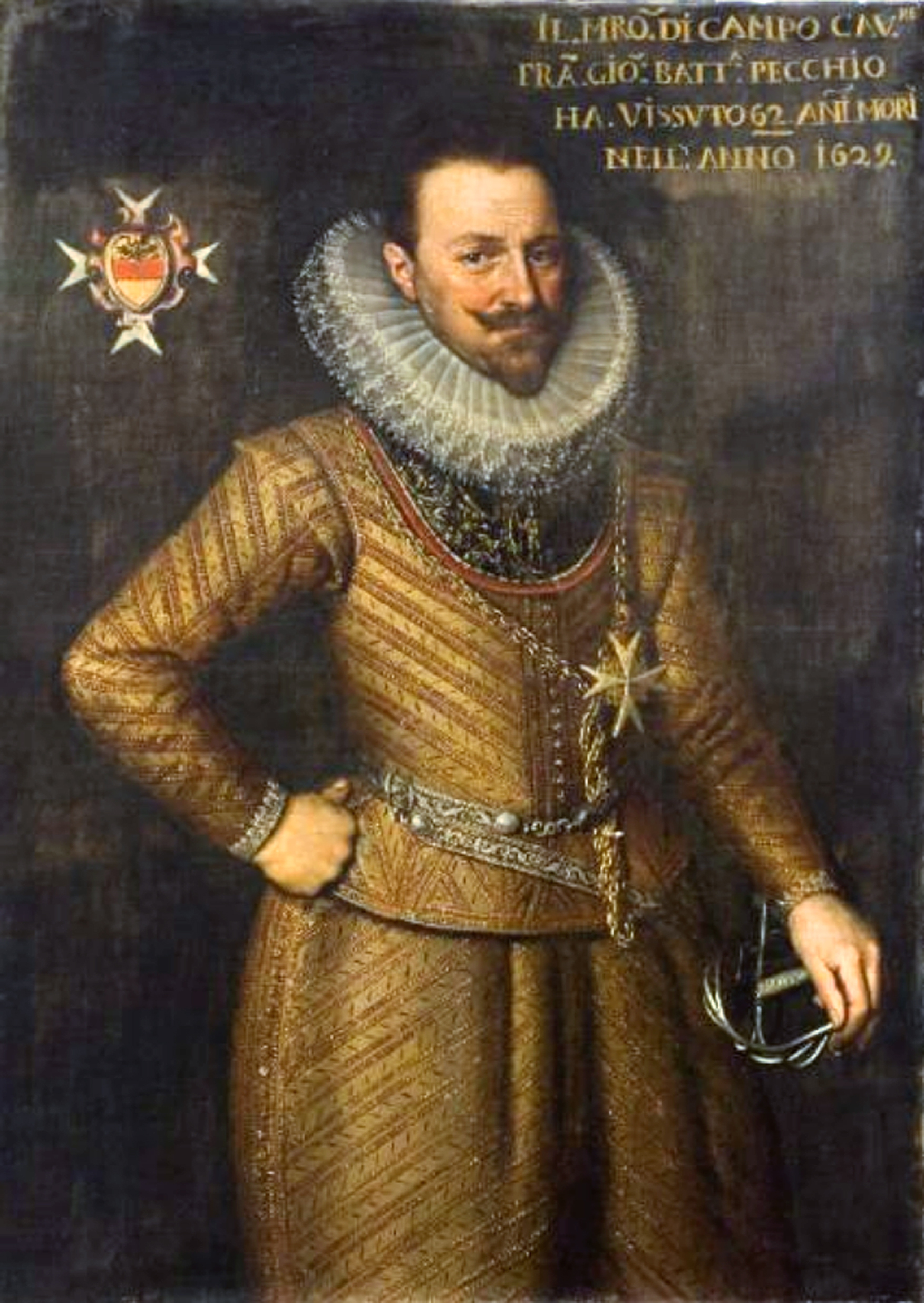
Retrato de Giovanni Battista Pecchio, conde de Monte.

O ramo que daria origem aos condes de Monte foi fundado por Lodrisio Pecchi, nascido em torno de 1400, pai de Giovanni Ambrogio, pai de Lodrisio, atestado em 1463, pai do dominus Ambrogio. Seu filho Bridico de Pegiis foi notário e em 1483 era protonotário. Seu outro filho o "admirável e generoso" Giovanni Luigi Ambrogio Pecchio casou com Giulia Rho e escreveu a história da família Rho e um panegírico exaltando a cidade de Milão.
Giovanni Luigi foi pai de Girolamo, cavaleiro papal e conde palatino, juiz colegiado a partir de 1532, vigário das Provisões e podestà de MIlão em 1552, régio advogado-geral do Fisco em 1555, depois régio questor do magistrado ordinário, e em 1573 foi admitido no Conselho de decuriões vitalícios, falecendo em 1577. Em 1550 havia sido encarregado da delicada missão de reverter a excomunhão lançada sobre a cidade pelo papa Júlio III por seus cidadãos terem violado a imunidade eclesiástica, sendo instruído a recorrer a todos os meios, inclusive suborno, para atingir o objetivo, que afinal foi alcançado no fim do ano. Também foi encarregado em 1553 de uma embaixada junto ao imperador Carlos V para obter o privilégio de reservar os ofícios e prebendas eclesiásticos da cidade aos cidadãos milaneses, ao mesmo tempo pleiteando a reforma nos estatutos referentes ao Estimo (censo fiscal e patrimonial). Na mesma ocasião, na qualidade de procurador do Colégio dos Mercadores, pleiteou a revogação da proibição do comércio com a cidade de Lyon. Seu irmão Benedetto foi cavaleiro papal, conde palatino, juiz colegiado em 1537, neste ano era deputado do Colégio no Capítulo da Fábrica da Catedral, assessorou o irmão na embaixada de 1550, era vigário das Provisões e podestà de Milão em 1555, e neste ano liderou uma embaixada junto a Filipe II da Espanha, que no ano anterior herdara do pai Carlos V o Ducado de Milão, a fim de expor ao soberano as calamidades que a capital atravessava em função da guerra contra os franceses. Faleceu em 1579.

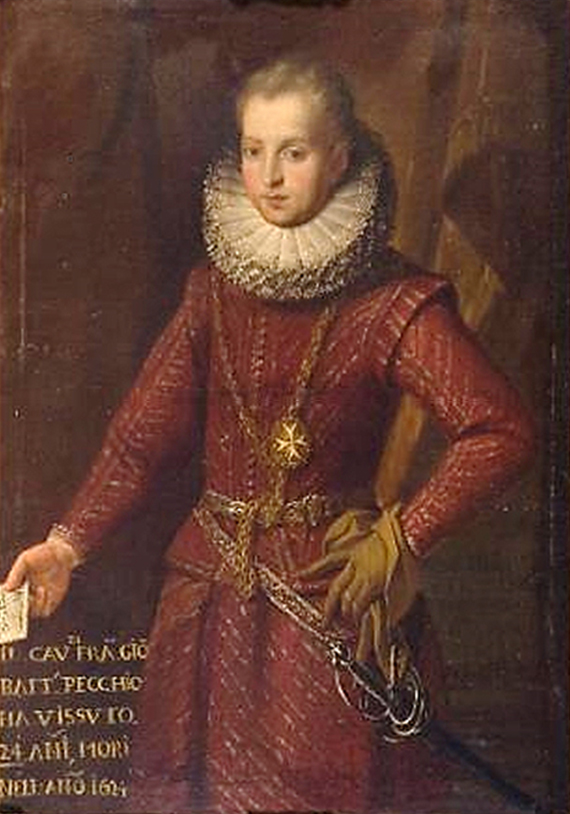
Giovanni Battista Pecchio Junior

Em 1576 os Conservadores da Saúde, a fim de purgar a cidade, que passava por uma epidemia de peste, ordenaram que todos os pedintes, indigentes e doentes que povoavam as ruas de Milão se dirigissem para a praça junto ao castelo para se apresentarem ao médico Giovanni Ambrogio Pecchio ou Pecchis, deputado do bairro da Porta Nova no Mestrado da Saúde e delegado do médico-mor do Estado, que deveria examiná-los e se fosse o caso remetê-los para o Hospital da Vitória, e aqueles que se negassem a fazê-lo seriam açoitados e remetidos para as galés. Em 1590 Giovanni Ambrogio tinha o título de magnífico dominus e era médico colegiado.
Este ramo também produziu cônegos, advogados e cavaleiros, bem como o ramo feudal de Giovanni Battista Pecchio ou de Petiis, destacado militar, decurião, comandante do regimento do Terço de Rho, combateu na Valtellina e foi mestre-de-campo de Gildarena, quando comandou um exército composto por diversos regimentos napolitanos nas lutas contra os hereges, deixando atrás de si um rastro sangrento e duas mil casas arrasadas. Os católicos da região o festejaram e foi recompensando com a Ordem de Malta. Também serviu o rei da Espanha e participou da tomada da vila de Monte, onde havia um antigo castelo. Em 1627 o rei erigiu a vila em um condado e o deu como feudo para Giovanni Battista.
Seu herdeiro foi seu sobrinho Giovanni Ambrogio Pecchio, ilustríssimo dominus magnífico doutor, médico colegiado, cavaleiro papal, conde palatino, decurião perpétuo, em 1628 era prior do Monte di Pietà, em 1631 vigário das Provisões e podestà de Milão, juiz dos mortos e deputado da Porta Nova para as visitas aos enfermos e moribundos, e deputado da Porta Nova junto à Fábrica da Catedral em oito mandatos entre 1624 e 1652. Durante a peste de 1630 foi enviado para as regiões da Riviera de Lecco e do Lago de Como a fim de inspecionar a situação. Ainda era titular do condado em 1666. Salvador Vitale o coloca em 5ª posição na sua seleta lista das pessoas ilustres da sua geração.
Foi pai de Vittorio, juiz colegiado, membro do Conselho das Provisões, cavaleiro e conde palatino papal e imperial, membro do Capítulo do Hospital Maior em 1620. Seus descendentes conservaram a posse do feudo até a extinção deste ramo em 1782.

### Pecchio Ghiringhelli

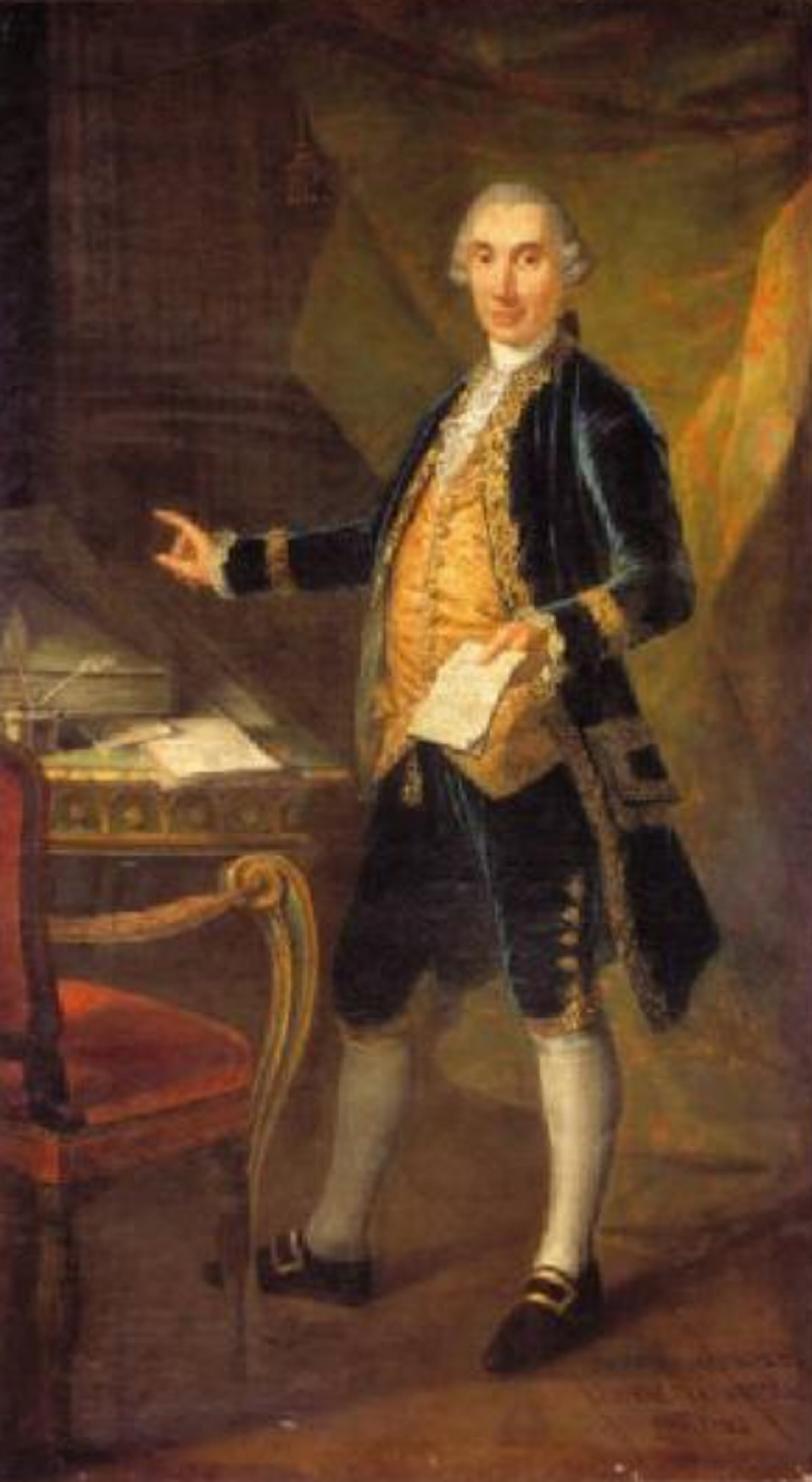
Retrato do conde Luigi Pecchio Ghiringhelli, benfeitor do Hospital Maior

Colombino de Pegis foi pai de Giovanni, que em 1429 tinha os títulos de nobre e egrégio. Seu outro filho Andrea de Pegis em 1444 era governador da Diocese de Como, e daria origem ao ramo Pecchio Ghiringhelli ao casar com Beatricia Ghiringhelli,  que mais tarde ganharia o título de condes com o honroso tratamento de Dom e um brasão aumentado. Deixou três filhos: Andrea, Giacomo Filippo e Giovanni Francesco.
Andrea foi pai de Francesco Ghiringhelli de Pegiis, cavaleiro, comissário geral do abastecimento do sal em 1513, mas morreu neste ano no exercício do cargo. O dominus Giacomo Filippo, mais conhecido como Frei Ghiringhello, foi comerciante e procurador ducal, “fidelíssimo servidor”. Era devotado aos franciscanos e construiu uma capela, mas não foi monge; seu apelido deriva de um voto de seu pai, que quando ele era criança o vestia com o hábito monacal. O apelido se tornou motivo de troça quando ele casou. Matteo Bandello, seu contemporâneo, bispo e literato, publicou uma novela sobre o casal, dizendo que sua mulher era a mais bela e honesta dama de Milão, e quando a nobre Giacoma Macedonia veio visitar a cidade, sabendo de sua fama, convidou-a para passear, e por onde passavam o povo cantava: "Há três coisas belas em Milão: a Catedral, o Castelo e a mulher do Frei Ghiringhello". A visitante não percebeu a ironia, pois em Milão todos sabiam que Frei Ghiringhello tinha várias amantes.
O magnifico Giovanni Francesco Pecchio Ghiringhelli, mais conhecido como Francesco, foi referendário ducal em Lodi em 1495, recebeu muitas honras do duque de Milão e do rei da França, e vivia em 1534. Foi pai de Nicolò, Cesare, Lodovico, Giovanni Battista, Dioniso, benfeitor da Catedral em 1499, e Giovanni Pietro. Giovanni Pietro foi procurador eclesiástico em Fiorenzuola Piacentina e recebeu o título de comendador perpétuo, mas abandonou a Igreja para casar-se com Francesca Calchi, gerando Giovanni Battista, Bartolomeo, Pietro Francesco, Girolamo Giovanni Pietro e Lodovico. Bartolomeo e Pietro Francesco foram juízes colegiados e condes palatinos, depois ambos abandonaram o século e tomaram o hábito de cavaleiros de Malta.
Giovanni Battista foi cavaleiro da Ordem de Santo Estêvão, conde e decurião. Casou com a domina Laura Calderari, gerando o dominus conde Luigi (Aluisio, Alvisio), casado em 1703 com a riquíssima herdeira Maddalena Crivelli, última de sua família. Luigi foi decurião e juiz das estradas, em 1738 foi um dos seis patrícios que acompanharam o vigário das Provisões na recepção da filha do imperador Carlos VI e organizaram as suntuosas festividades em sua honra. Foi deputado no Capítulo da Fábrica da Catedral em seis mandatos entre 1731 e 1753, e em seu testamento deixou o vultoso legado de 81 mil liras para o Hospital Maior, sendo homenageado com um retrato na galeria dos benfeitores. Girolamo Giovanni Pietro foi decurião, casou com Francesca Calchi e foi pai do magnífico dominus Bartolomeo, professor de Direito Civil na Escola Palatina de 1612 a 1633, juiz colegiado, membro do Capítulo do Hospital Maior em 1619, morto em 1671.

#### Pecchio Ghriringhelli Rota

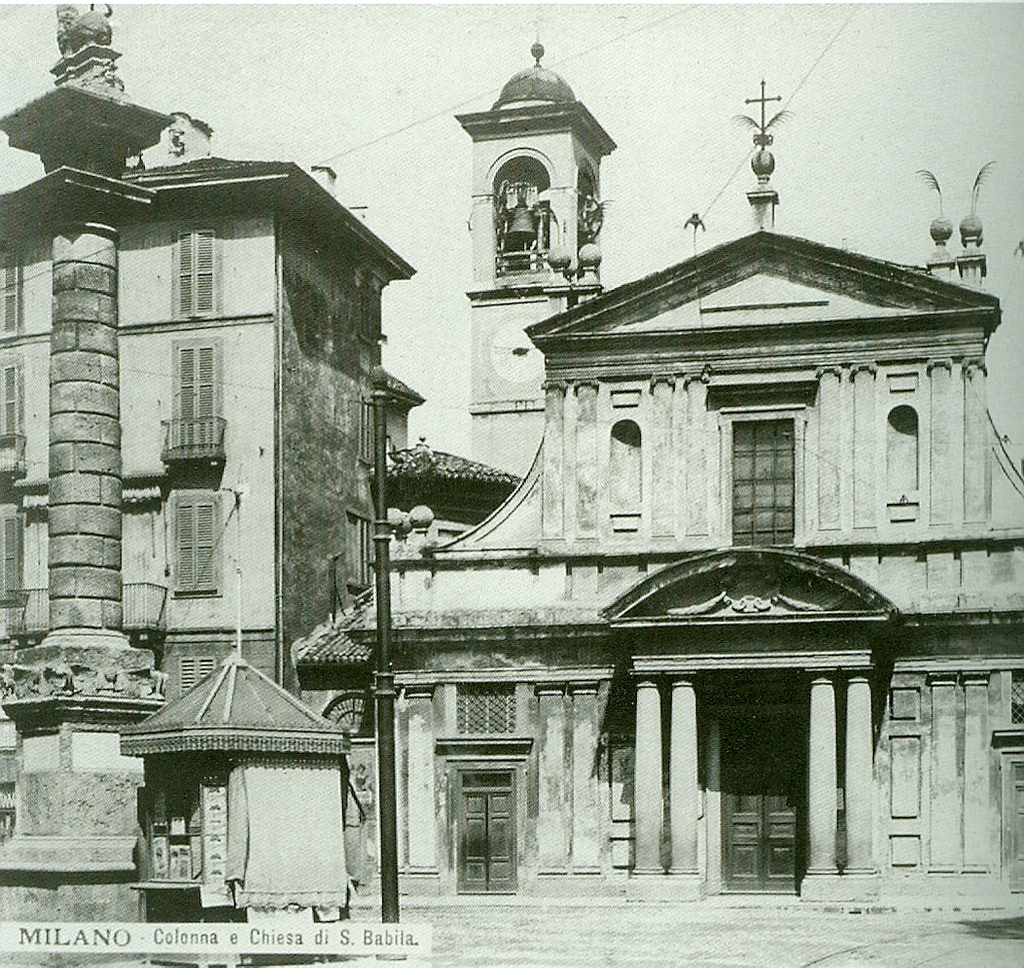
A Colegiada de São Bábilas com a fachada do século XVI

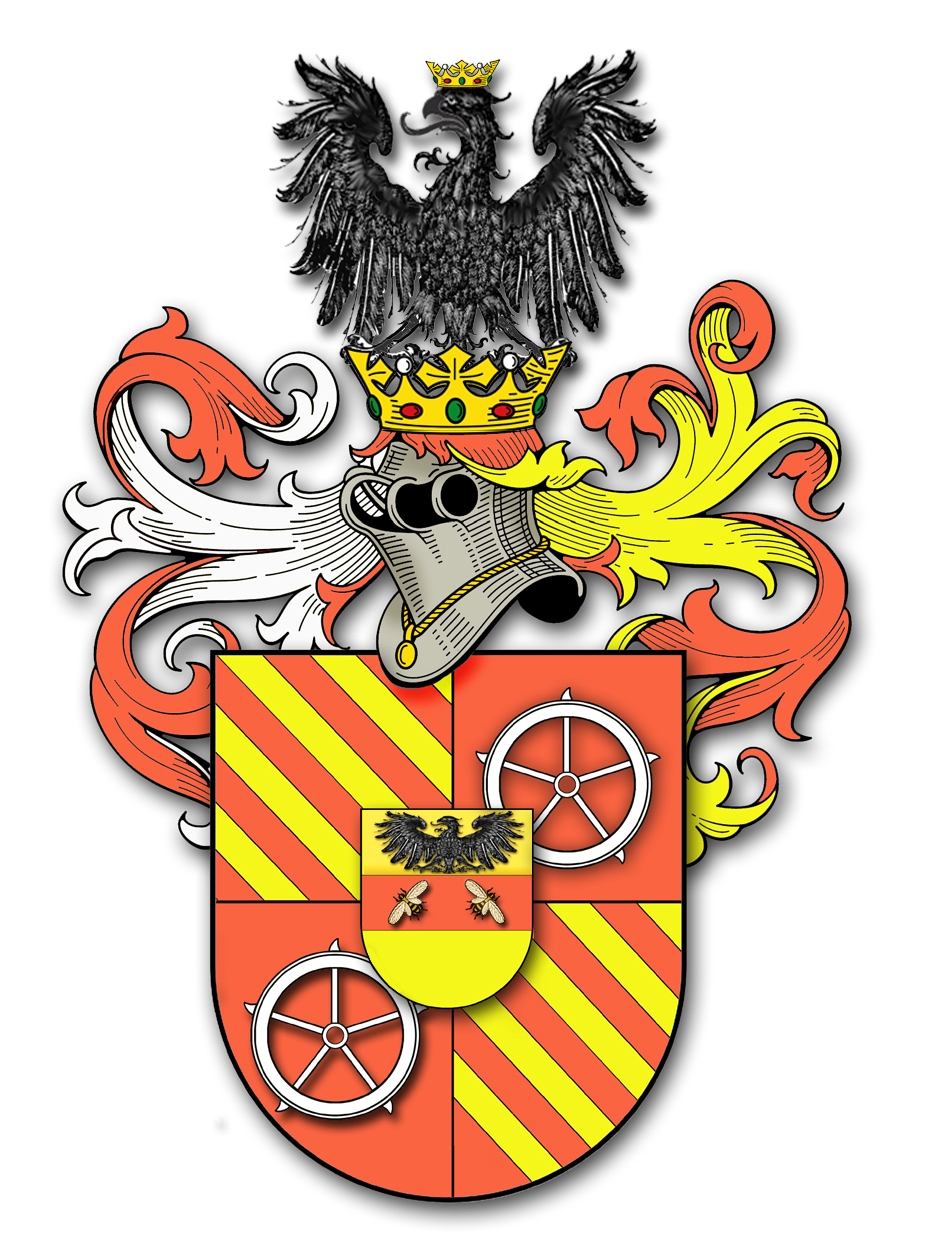
Brasão do ramo Pecchio Ghiringhelli Rota.

Lodovico foi decurião e em 1588 obteve o patronato e o monopólio da indicação dos cônegos da Colegiada de São Bábilas. Foi pai de Giovanni Francesco, que acrescentou Rota ao sobrenome, que vinha de sua avó materna, fundando o ramo Pecchio Ghiringhelli Rota. Seu filho Carlo Maria casou com a domina Maria Cadolino, gerando o dominus Francesco Maria, nascido em Lucino em 1650 e morto em Milão em 1710, engenheiro colegiado. Casado com a domina Teresa Strozzi, seu filho Antonio Maria foi engenheiro colegiado e professor de Engenharia, e Camillo, filho de Antonio, foi engenheiro e arquiteto, admitido no Colégio em 1785. Este ramo foi confirmado na nobreza em 26 de março de 1788, e em 1817 Camillo e seus irmãos foram reconfirmados, com o tratamento de Dom.
Dom Francesco Gerolamo Maria, irmão de Camillo, foi padre, doutor em Teologia e de 1818 a 1836 foi procurador do Capítulo da Colegiada de São Bábilas, e a partir de 1834 também seu patrono. O padre Girolamo foi advogado, pároco de São Bábilas de 1850 a 1860, e procurador do Capítulo de 1854 a 1874. Em 1854 também aparece como oficial do Imperial e Régio Tribunal Provincial. Angelo era membro da diretoria do Gabinete Numismático da Academia Científico-Literária de Milão em 1862. Antonio foi rizicultor em Vidigulfo, por muitos anos membro do Colégio Sindical e da diretoria do Consórcio de Rizicultores de Mortara, morto em 2023.
Aristide Pecchio Ghiringhelli Rota, mais conhecido como Aristide Pecchio, foi advogado, sócio de seu irmão Carlo em um panifício industrial e artesanal, colaborador do jornal Spettatore, professor de história e geografia na Régia Escola Técnica, e cônsul em Caracas, onde também desenvolveu importante atividade comercial como sócio da Casa de Comércio Santana Hermanos, atacadista de café, tabaco e algodão, com um ramo bancário, a maior da Venezuela em seu gênero. Publicou o livro sobre folclore Natale, capodanno, epifania: usi e leggende, e o tratado jurídico Nozioni di diritto commerciale, em dois volumes, e em 1873 recebeu o título de cavaleiro da Ordem da Coroa da Itália pelos seus serviços de procurador na Corte de Apelação, onde ainda trabalhava em 1885. Seu filho Adriano também foi cônsul na Venezuela em 1911, encarregado dos estados de Zamora, Falcón, Lara e Caralobo.

### Vercelli
Um grupo aparentado ao milanês viveu em Vercelli, reivindicando serem eles os progenitores dos milaneses. Ali foram nobres e ilustres. Arcangelo de Pectis, radicado na Inglaterra, em torno de 1436 recebeu o arrendamento dos bens da Igreja de Santo André em Chesterton. O dominus frei Giorgio de Pectis, cônego, foi prior de Santa Maria de Creae e vigário-geral em 1466.
Girolamo de Pectis (Pecchio), testemunha na constituição do protonotário apostólico em 1491, foi condottiero comandando tropas venezianas na guerra de Cambrai, participou da defesa de Pádua, Cittadella, Bassano, Marostica, Primolano e Treviso, depois serviu o rei da França e pelos seus méritos militares obteve um feudo, mas em 1500 participou de uma revolta contra o domínio francês, foi despojado dele e exilado. Em 1507 fazia parte de uma milícia de rebeldes que seguia Simone Arrigoni, conde de Valsassina, e havia se refugiado no Castelo de Baiedo, aproveitando para saquear as vilas próximas, causando mortes e enormes estragos. Mestre Ambrogio da Paulo, cronista dessas batalhas, disse que apesar de Girolamo ser um dos homens de maior confiança de Arrigoni, traiu seu líder e o entregou aos franceses que chegaram para combatê-los. Arrigoni foi então levado a Milão, onde foi humilhado publicamente, decapitado e esquartejado, e seus pedaços foram pendurados nas portas da cidade. Depois Girolamo foi reabilitado, e em 1513 era governador de Alessandria.
O magnífico dominus Francesco de Pectis (Pecchi, Pecchio), capitão ducal em torno de 1530, foi patrono de uma pintura instalada na igreja de São Lourenço, e se tornou notório pela sua vida de sofrimento. Depois de executar uma ordem régia contra o marquês de Masserano, em 1557 foi raptado por asseclas do marquês, que tiveram o cuidado de fazer parecer que havia sido assassinado, deixando suas roupas ensanguentadas no local. Foi levado a um castelo distante e encerrado em uma solitária, sendo tratado barbaramente. Acabou sendo dado como morto pelos seus parentes e seu filho assumiu a herança. Depois de vinte anos no calabouço, por acaso foi encontrado e resgatado por uma tropa francesa, estando a esta altura com a aparência de um selvagem. Voltando a Vercelli seu filho não o reconheceu, e ele iniciou uma longa batalha judicial para recuperar seus bens e direitos civis. Conseguiu, mas morreu pouco depois. Sua história foi muito comentada e gerou literatura. Depois lhe puseram um elogioso epitáfio na capela da família na Igreja de São Lourenço. Seu filho Isacco, segundo Gaspare de Gregori, foi excelente poeta latino.

### Veneza

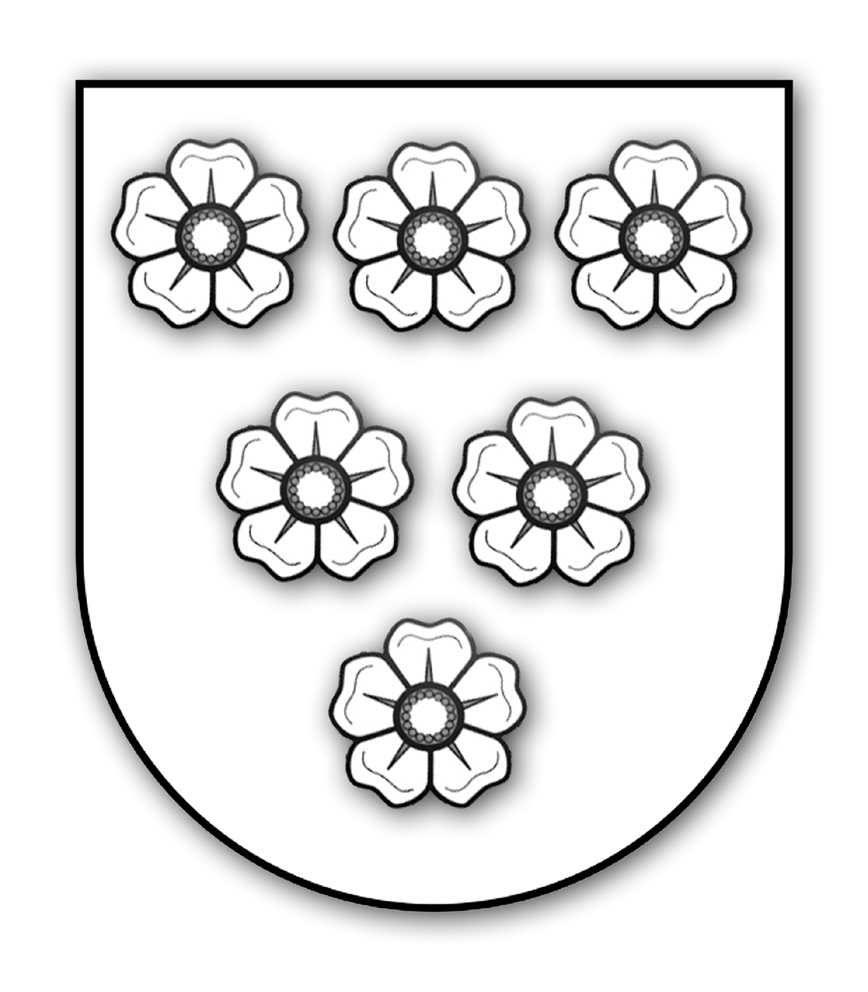
Brasão do ramo de Veneza.

Outro ramo se fixou em Veneza, onde foi grafado principalmente Pechis e Pichi. Viveram como comerciantes. Adotaram um brasão diferente, com seis rosas, cujas cores foram perdidas. Chegaram com a fama de serem família distinta, em torno de 1440 foram recebidos na classe nobre dos cittadini originarii e, segundo o cronista Emmanuele Cicogna, se tornaram respeitados como uma família ilustre pela nobreza e por méritos de serviço. No século XVI eram muito ricos.
Maffeo de Pechi obteve em 1448 a isenção de tributos alfandegários para seu comércio. Girolamo Pichi, morto em 1538, foi comerciante de tecidos. Em torno de 1560 messere Benetto di Pichi era sócio de um comércio de peles. Entre 1568 e 1578 Francesco e Zuanne di Pichi e seus irmãos tinham uma editora de livros. Em 1610 Zuanne Pichi era organista da igreja franciscana de Santa Maria Gloriosa e professor de violino e viola. Em 1642 o padre Donato Pechis era capelão do Instituto dos Catecúmenos e tradutor do Santo Ofício.
Francesco filho de Luigi era notário em 1667. Giuseppe (Iseppo) foi advogado e oficial do governo veneziano em Pádua, onde atuou como vigário do Pretório e assessor do podestà em 1716, 1718-1723, 1728-1729, 1731-1732, 1737-1739, 1742-1744, 1748-1750, 1752-1753. Morto em 1755, foi descrito por Cicogna como "amantíssimo das estampas de antiguidades, reunindo uma importante coleção. Não menos excelente era sua poesia, escrita na língua rústica paduana e no dialeto vêneto. Deixou uma comédia e outras obras, parte em manuscrito, parte impressas, mas especialmente o vivo Divertimento autunnale impresso por Conzatti em Pádua em 1747, o qual subtitulou como Tradução do Toscano para a Língua Veneziana, de Bertoldo, Bertoldin e Cacasenno. Ver nota:  Ao morrer deixou manuscrita uma nova tradução dos seis primeiros livros da Eneida em língua veneziana".

### Trentino

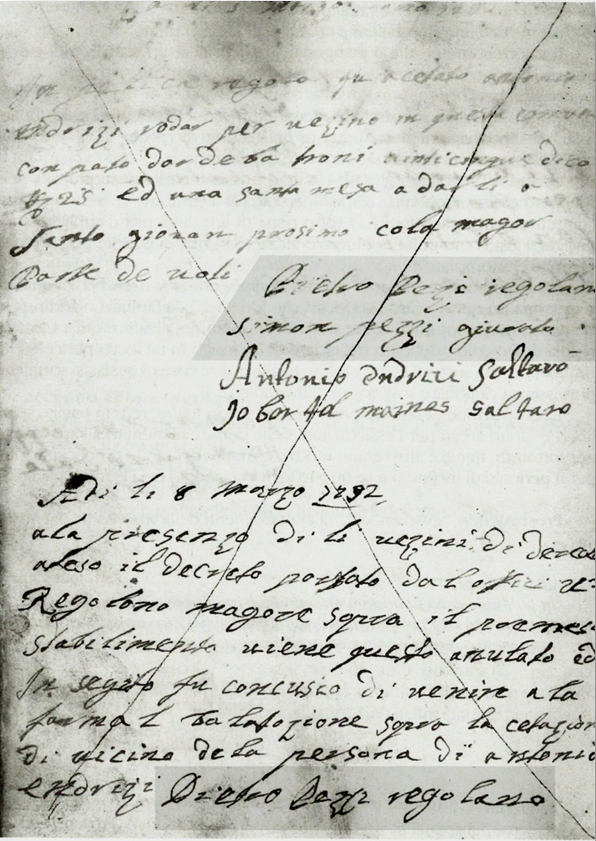
Carta de admissão de Antonio Endrizzi à vicinia de Dercolo. Os nomes de Pietro, regolano, e Simon Pezzi, cônsul (giurato) estão em realce, 1792.

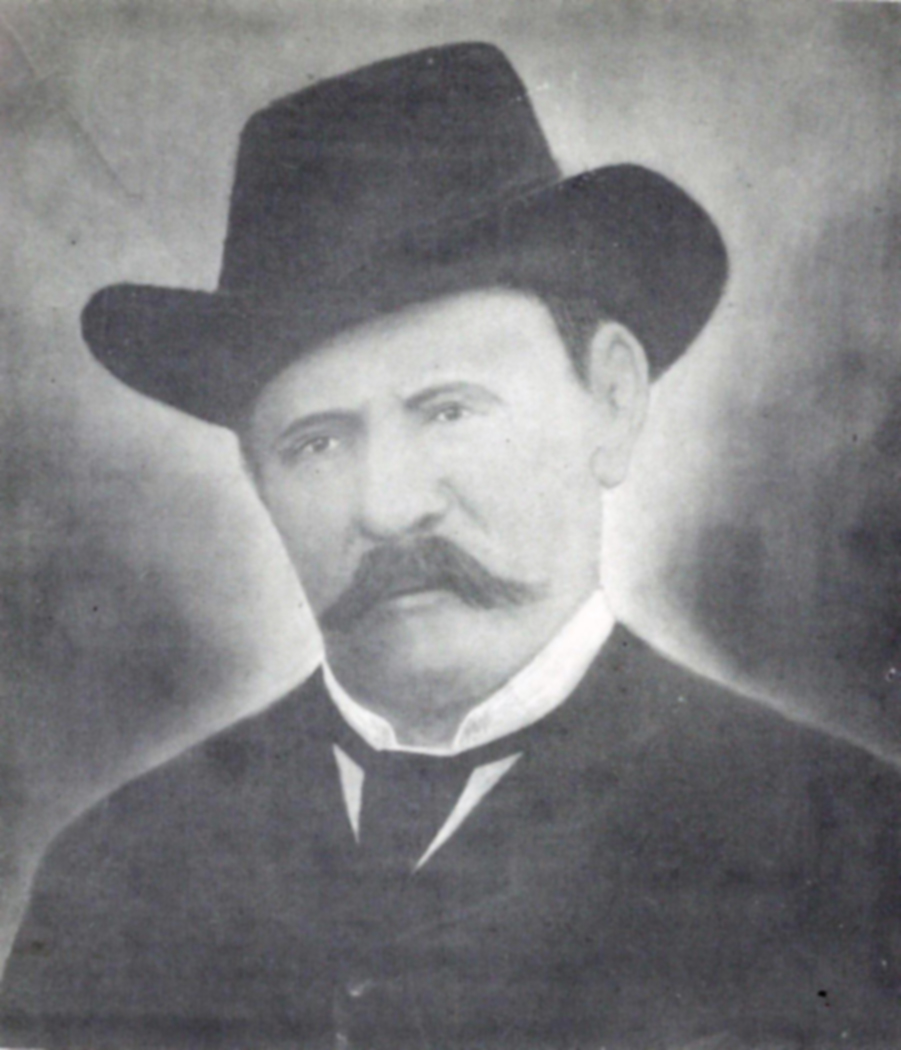
Abramo Pezzi, nativo de Dercolo e um dos pioneiros de Caxias do Sul

Um grupo se estabeleceu no Trentino, fundado pelo nobre Dominico, alcunhado Il Milano, sua esposa a domina Margherita, e Alberto de Pezzis. Fixaram-se inicialmente em Cressino, e em 1577 compraram um latifúndio entre Sporminore e Spormaggiore, ao qual deram o nome de Maso Milano, e em cuja sede inscreveram "Milano 1577", em memória de suas origens milanesas. A maioria dos seus descendentes permaneceu em Cressino, onde fundaram uma grande ferraria ativa até o século XIX, e o grupo que administrava o Maso Milano vendeu a propriedade e mudou-se para Dercolo no século XVII. No Trentino o sobrenome fixou-se como Pezzi.
Dominico foi citado com um título de nobreza, mas os Pezzi eram estrangeiros e não há registro de que tenham tido sua nobreza milanesa oficialmente reconhecida no Principado de Trento, e Dominico deve ter usado o título enquanto viveu por cortesia. Mas nenhum dos seus descendentes foi chamado de nobre. No início do século XIX um teve o título de dominus, mas nesta altura já era usado também como forma de tratamento respeitoso para lideranças comunitárias e grandes proprietários de terras. Além disso, Dercolo não tinha uma classe de nobres e havia se organizado politicamente de forma democrática pelo sistema da Regolaneria. Em contrapartida, seus descendentes receberam a cidadania local (vicinanza), o que lhes dava direitos políticos, e entraram para a governança assumindo lugares hereditários no Conselho e desempenhando vários cargos públicos.
Em 1681 Bartolomeo Pezzi era o regolano de Dercolo (presidente do Conselho, juiz e chefe do Executivo). Em 1725 a comuna reestruturou sua Carta da Regra (a constituição estatutária da comuna), participando dos trabalhos os conselheiros Bartolomeo Pezzi, ferreiro, mais Giovanni, tecelão e saltario (oficial com atribuições de provedor, fiscal, polícia e custódio dos bens públicos). Poucos meses depois foram acrescentados novos artigos à Carta, com a participação dos conselheiros Giovanni e Bartolomeo. No ano seguinte a Carta sofreu outras alterações, e na assembleia estavam presentes Bartolomeo, na posição de cônsul, tendo como conselheiros Andrea e Giacomo.
Em 1792 Pietro Pezzi era regolano e Simon Pezzi era cônsul. O dominus Bortolo foi conselheiro e em 1804 foi eleito como sagravo (saltario extraordinário) responsável pela custódia dos bosques, junto com Giuseppe, sagravo das estradas, e Giacomo, saltario dos campos. Andrea, irmão de Bortolo, foi padeiro e o responsável pela primeira padaria pública de Dercolo. Em 1842 outro Bartolomeo, padre, mandou erguer a Capela da Virgem Dolorosa em Cressino, financiando pessoalmente toda a despesa. A capela foi consagrada no ano seguinte pelo pároco de Denno como oratório privado, concedendo-lhe o privilégio de ter missa nos dias de festa. Pouco depois foi dotada de um fundo para sua conservação e ganhou o estatuto de capela pública.
Giovanni, filho de Pietro, nascido em Dercolo em 1847, herdou a cantina do pai e foi grande industrial do vinho e destilados, premiado em várias exposições, também com interesses na agricultura e águas minerais, figura ilustre e benemérita da comunidade e fundador de um orfanato, chegou a ocupar os cargos de vice-podestà de Mezzolombardo, sindico apostólico do convento e conselheiro da Câmara de Comércio e Indústria de Rovereto. Em 1895 don Elvio foi cura de Sporminore, fundou a Caixa Rural de Poupança e Empréstimos de Sporminore e foi seu primeiro presidente, e em 1902 fundou a Escola da Infância no antigo Maso Milano. Ainda hoje a família floresce com grande número de membros.
Renzo e Rosanna foram recentemente conselheiros de Campodenno (comuna nova que absorveu Dercolo), Ivano foi conselheiro e vice-prefeito de Campodenno e vice-presidente do Parque Natural Adamelo Brenta. Flavio foi conselheiro de Campodenno por quatro legislaturas e por dez anos foi presidente da Confederação de Agricultores do Trentino, tem um hotel e uma fazenda de mel premiado com primeiro lugar na 10ª edição do festival regional Pomaria.

### Brasil

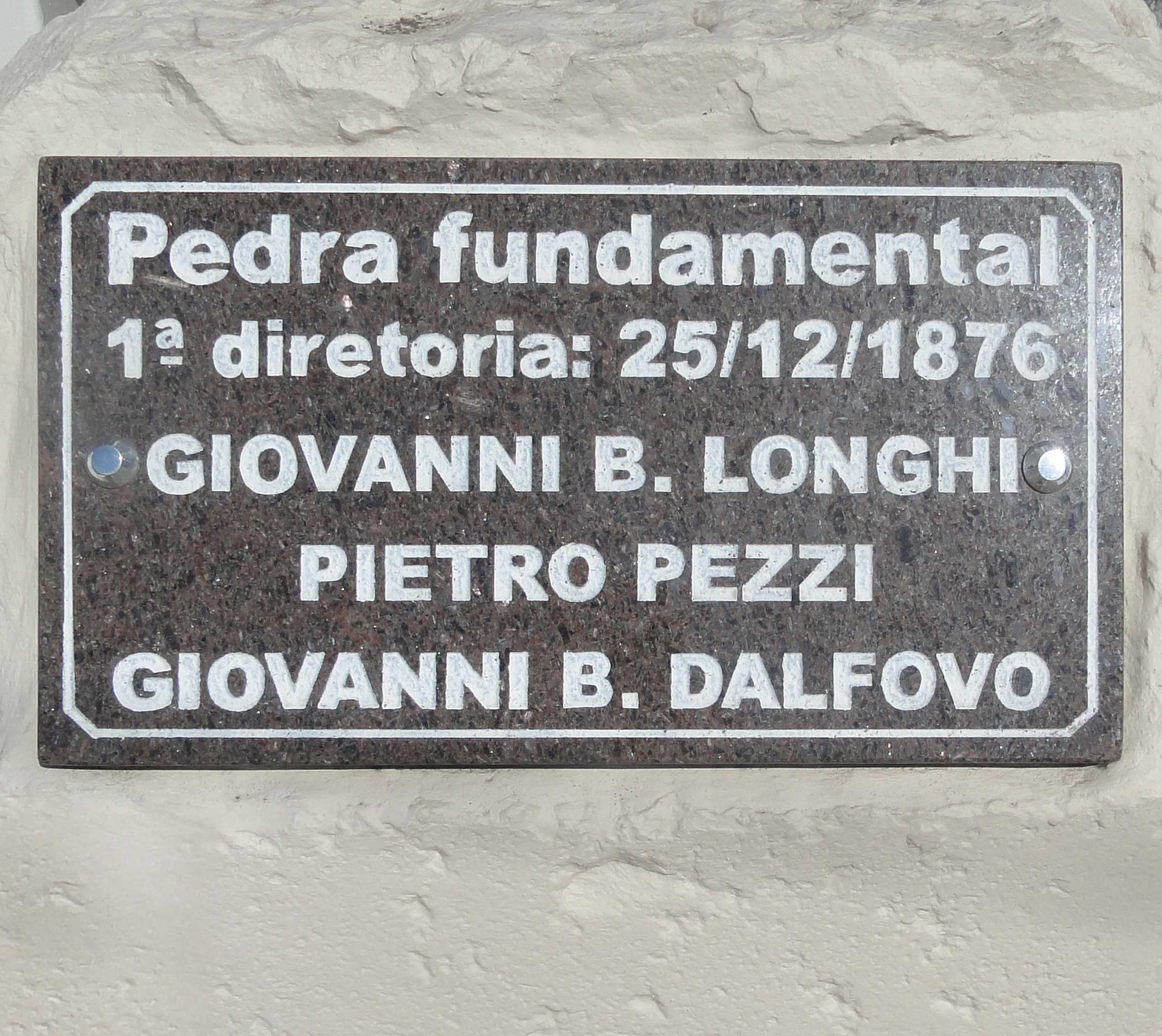
Placa comemorativa na pedra fundamental da Sociedade Igreja de São Romédio, que estruturou a Comunidade.

Ao longo do século XIX Dercolo passou por repetidas crises e privações, entre elas pragas agrícolas, desastres naturais e epidemias, que levaram a um empobrecimento generalizado, desencadeando um grande êxodo emigratório no qual perdeu dois terços da sua população. Entre 1876 e 1879 várias famílias Pezzi saíram de Dercolo em direção ao Brasil, a maioria delas descendente do padeiro Andrea, fixando-se principalmente em Caxias do Sul, onde estiveram entre os pioneiros da colonização e deram origem a uma das mais tradicionais e ilustres famílias locais, produzindo muitos políticos, vereadores, empresários, beneméritos e promotores da cultura. O grupo maior se radicou na zona rural, estando entre os fundadores da Comunidade de São Romédio, onde se dedicaram principalmente à agricultura e à indústria do vinho, com grandes produtores como Pietro, Emílio e José Pezzi. Pietro foi um dos líderes comunitários, e junto com suas irmãs Angela e Teresa, foi um dos fundadores da Igreja de São Romédio, declarada patrimônio histórico estadual.
Um grupo menor, porém mais notório, se fixou na sede urbana, fundado por Abramo Pezzi, celebrado professor. Segundo Mário Gardelin, "os Pezzi por muitos anos, na fase heroica de Caxias do Sul, se fariam presentes no seu Conselho ou na Câmara de Vereadores. É uma família que conquistou lugar indelével nas lembranças de nossa comunidade, assim como ocorreu na Câmara de Indústria e Comércio". Ruas, escolas, monumentos e publicações preservam o nome da família. A família se tornou muito populosa, e de Caxias partiram novos ramos para Porto Alegre, São Marcos, São Francisco de Paula, Farroupilha e várias outras cidades brasileiras.